# 1982
| [ Edytuj tabelę ]                                                | |
| Przewodniczący Rady Państwa                                      | - 1972 Henryk Jabłoński 1985 |
| Premier Polski                                                   | - 1981 Wojciech Jaruzelski 1985 |
| Prezydent Polski na uchodźstwie                                  | - 1979 Edward Bernard Raczyński 1986 |
| Premier rządu RP na uchodźstwie                                  | - 1976 Kazimierz Sabbat 1986 |
| I sekretarz KC PZPR                                              | - 1981 Wojciech Jaruzelski 1989 |
| Prezydent Afganistanu                                            | - 1979 Babrak Karmal 1986 |
| Premier Afganistanu                                              | - 1981 Sultan Ali Kesztmand 1988 |
| Przywódca Albanii                                                | - 1944 Enver Hoxha 1985 |
| Premier Albanii                                                  | - 1982 Adil Çarçani 1991 |
| Prezydent Algierii                                               | - 1979 Szadli Bendżedid 1992 |
| Premier Algierii                                                 | - 1979 Mohamed Ben Ahmed Abdelghani 1984 |
| Współksiążęta Andory                                             | - 1971 Joan Martí i Alanís 2003 - 1981 François Mitterrand 1995                                                                                      |
| Premier Andory                                                   | - 1982 Òscar Ribas Reig 1984 |
| Prezydent Angoli                                                 | - 1979 José Eduardo dos Santos 2017 |
| Premier Antigui i Barbudy                                        | - 1981 Vere Cornwall Bird 1994 |
| Król Arabii Saudyjskiej                                          | - 1975 Chalid ibn Abd al-Aziz Al Su’ud 1982 - 1982 Fahd ibn Abd al-Aziz Al Su’ud 2005                                                                |
| Prezydent Argentyny                                              | - 1981 Leopoldo Galtieri 1982 - 1982 Alfredo Saint-Jean 1982 - 1982 Reynaldo Bignone 1983                                                            |
| Premier Australii                                                | - 1975 Malcolm Fraser 1983 |
| Prezydent Austrii                                                | - 1974 Rudolf Kirchschläger 1986 |
| Kanclerz Austrii                                                 | - 1970 Bruno Kreisky 1983 |
| Premier Bahamów                                                  | - 1973 Lynden Pindling 1992 |
| Emir Bahrajnu                                                    | - 1971 Isa ibn Salman Al Chalifa 1999 |
| Premier Bahrajnu                                                 | - 1970 Chalifa ibn Salman Al Chalifa 2020 |
| Prezydent Bangladeszu                                            | - 1981 Abdus Sattar 1982 - 1982 Hossain Mohammad Ershad 1982 - 1982 A.F.M. Ahsanuddin Chowdhury 1983                                                 |
| Premier Bangladeszu                                              | - 1979 Shah Azizur Rahman 1982 - 1982 urząd zniesiony 1984                                                                                           |
| Premier Barbadosu                                                | - 1976 Tom Adams 1985 |
| Prezydent Birmy                                                  | - 1981 San Yu 1988 |
| Premier Birmy                                                    | - 1977 Maung Maung Kha 1988 |
| Król Belgów                                                      | - 1951 Baudouin 1993 |
| Premier Belgii                                                   | - 1981 Wilfried Martens 1992 |
| Premier Belize                                                   | - 1981 George Cadle Price 1984 |
| Prezydent Beninu                                                 | - 1972 Mathieu Kérékou 1991 |
| Król Bhutanu                                                     | - 1972 Jigme Singye Wangchuck 2006 |
| Premier Bhutanu                                                  | - 1964 urząd zniesiony 1998 |
| Prezydent Boliwii                                                | - 1981 Celso Torrelio Villa 1982 - 1982 Guido Vildoso Calderón 1982 - 1982 Hernán Siles Zuazo 1985                                                   |
| Prezydent Botswany                                               | - 1980 Quett Masire 1998 |
| Prezydent Brazylii                                               | - 1979 João Baptista de Oliveira Figueiredo 1985 |
| Sułtan Brunei                                                    | - 1967 Hassanal Bolkiah |
| Przywódca Bułgarii                                               | - 1954 Todor Żiwkow 1989 |
| Premier Bułgarii                                                 | - 1981 Grisza Filipow 1986 |
| Prezydent Burundi                                                | - 1976 Jean-Baptiste Bagaza 1987 |
| Premier Burundi                                                  | - 1978 urząd zniesiony 1988 |
| Prezydent Chile                                                  | - 1973 Augusto Pinochet 1990 |
| Przewodniczący ChRL                                              | - 1978 Ye Jianying 1983 |
| Premier Chin                                                     | - 1980 Zhao Ziyang 1987 |
| Prezydent Cypru                                                  | - 1977 Spiros Kiprianu 1988 |
| Prezydent Czadu                                                  | - 1979 Goukouni Oueddei 1982 - 1982 Hissène Habré 1990                                                                                               |
| Premier Czadu                                                    | - 1979 urząd zniesiony 1982 - 1982 Djidingar Dono Ngardoum 1982 - 1982 urząd zniesiony 1991                                                          |
| Prezydent Czechosłowacji                                         | - 1975 Gustáv Husák 1989 |
| Premier Czechosłowacji                                           | - 1970 Lubomír Štrougal 1988 |
| Król Danii                                                       | - 1972 Małgorzata II 2024 |
| Premier Danii                                                    | - 1975 Anker Jørgensen 1982 - 1982 Poul Schlüter 1993                                                                                                |
| Dalajlama                                                        | - 1940 Tenzin Gjaco |
| Prezydent Dominikany                                             | - 1978 Antonio Guzmán Fernández 1982 - 1982 Jacobo Majluta Azar 1982 - 1982 Salvador Jorge Blanco 1986                                               |
| Prezydent Dominiki                                               | - 1980 Aurelius Marie 1983 |
| Premier Dominiki                                                 | - 1980 Eugenia Charles 1995 |
| Prezydent Dżibuti                                                | - 1977 Hasan Guled Aptidon 1999 |
| Premier Dżibuti                                                  | - 1978 Barkat Gourad Hamadou 2001 |
| Prezydent Egiptu                                                 | - 1981 Husni Mubarak 2011 |
| Premier Egiptu                                                   | - 1981 Husni Mubarak 1982 - 1982 Ahmad Fu’ad Muhji ad-Din 1984                                                                                       |
| Prezydent Ekwadoru                                               | - 1981 Osvaldo Hurtado Larrea 1984 |
| Przewodniczący Wojskowej Rady Administracyjnej Etiopii           | - 1977 Mengystu Hajle Marjam 1987 |
| Przew. Komisji Europejskiej                                      | - 1981 Gaston Thorn (Luksemburg) 1984 |
| Premier Fidżi                                                    | - 1970 Kamisese Mara 1987 |
| Prezydent Filipin                                                | - 1965 Ferdinand Marcos 1986 |
| Prezydent Finlandii                                              | - 1981 Mauno Koivisto 1994 |
| Premier Finlandii                                                | - 1979 Mauno Koivisto 1982 - 1981 Eino Uusitalo (p.o.) 1982 - 1982 Kalevi Sorsa 1987                                                                 |
| Prezydent Francji                                                | - 1981 François Mitterrand 1995 |
| Premier Francji                                                  | - 1981 Pierre Mauroy 1984 |
| Prezydent Gabonu                                                 | - 1967 Omar Bongo 2009 |
| Premier Gabonu                                                   | - 1975 Léon Mébiame 1990 |
| Prezydent Gambii                                                 | - 1970 Dawda Kairaba Jawara 1994 |
| Prezydent Ghany                                                  | - 1981 Jerry John Rawlings 2001 |
| Prezydent Górnej Wolty                                           | - 1980 urząd zniesiony 1982 - 1982 Jean-Baptiste Ouédraogo 1983                                                                                      |
| Prezydent Grecji                                                 | - 1980 Konstandinos Karamanlis 1985 |
| Premier Grecji                                                   | - 1981 Andreas Papandreu 1989 |
| Premier Grenady                                                  | - 1979 Maurice Bishop 1983 |
| Prezydent Gujany                                                 | - 1980 Forbes Burnham 1985 |
| Premier Gujany                                                   | - 1980 Ptolemy Reid 1984 |
| Prezydent Gwatemali                                              | - 1978 Fernando Romeo Lucas García 1982 - 1982 Efraín Ríos Montt 1983                                                                                |
| Prezydent Gwinei                                                 | - 1958 Ahmed Sekou Touré 1984 |
| Premier Gwinei                                                   | - 1972 Louis Lansana Beavogui 1984 |
| Prezydent Gwinei Bissau                                          | - 1980 João Bernardo Vieira 1984 |
| Premier Gwinei Bissau                                            | - 1980 wakat 1982 - 1982 Victor Saúde Maria 1984 |
| Prezydent Gwinei Równikowej                                      | - 1979 Teodoro Obiang Nguema Mbasogo |
| Premier Gwinei Równikowej                                        | - 1982 Cristino Seriche Bioko 1992 |
| Prezydent Haiti                                                  | - 1971 Jean-Claude Duvalier 1986 |
| Król Hiszpanii                                                   | - 1975 Jan Karol I 2014 |
| Premier Hiszpanii                                                | - 1981 Leopoldo Calvo-Sotelo 1982 - 1982 Felipe González 1996                                                                                        |
| Król Holandii                                                    | - 1980 Beatrycze 2013 |
| Premier Holandii                                                 | - 1977 Dries van Agt 1982 - 1982 Ruud Lubbers 1994                                                                                                   |
| Prezydent Hondurasu                                              | - 1978 Policarpo Paz García (p.o.) 1982 - 1982 Roberto Suazo Córdova 1986                                                                            |
| Najwyższy przywódca Iranu                                        | - 1979 Ruhollah Chomejni 1989 |
| Prezydent Iranu                                                  | - 1981 Ali Chamenei 1989 |
| Premier Iranu                                                    | - 1981 Mir-Hosejn Musawi 1989 |
| Prezydent Iraku                                                  | - 1979 Saddam Husajn 2003 |
| Premier Iraku                                                    | - 1979 Saddam Husajn 1991 |
| Prezydent Indii                                                  | - 1977 Neelam Sanjiva Reddy 1982 - 1982 Giani Zail Singh 1987                                                                                        |
| Premier Indii                                                    | - 1980 Indira Gandhi 1984 |
| Prezydent Indonezji                                              | - 1967 Suharto 1998 |
| Prezydent Irlandii                                               | - 1976 Patrick Hillery 1990 |
| Premier Irlandii                                                 | - 1981 Garret FitzGerald 1982 - 1982 Charles Haughey 1982 - 1982 Garret FitzGerald 1987                                                              |
| Prezydent Islandii                                               | - 1980 Vigdís Finnbogadóttir 1996 |
| Premier Islandii                                                 | - 1980 Gunnar Thoroddsen 1983 |
| Prezydent Izraela                                                | - 1978 Icchak Nawon 1983 |
| Premier Izraela                                                  | - 1977 Menachem Begin 1983 |
| Premier Jamajki                                                  | - 1980 Edward Seaga 1989 |
| Cesarz Japonii                                                   | - 1926 Hirohito 1989 |
| Premier Japonii                                                  | - 1980 Zenkō Suzuki 1982 - 1982 Yasuhiro Nakasone 1987                                                                                               |
| Prezydent Jemenu Południowego                                    | - 1980 Ali Nasir Muhammad 1986 |
| Prezydent Jemenu Północnego                                      | - 1978 Ali Abd Allah Salih 1990 |
| Król Jordanii                                                    | - 1952 Husajn 1999 |
| Premier Jordanii                                                 | - 1980 Mudar Badran 1984 |
| Prezydent Jugosławii                                             | - 1981 Sergej Kraigher 1982 - 1982 Petar Stambolić 1983                                                                                              |
| Premier Jugosławii                                               | - 1977 Veselin Duranović 1982 - 1982 Milka Planinc 1986                                                                                              |
| Prezydent Kamerunu                                               | - 1960 Ahmadou Ahidjo 1982 - 1982 Paul Biya |
| Premier Kamerunu                                                 | - 1975 Paul Biya 1982 - 1982 Bello Bouba Maigari 1983                                                                                                |
| Przywódca Ludowej Republiki Kampuczy                             | - 1972 Heng Samrin 1992 |
| Premier Republiki Kampuczy                                       | - 1982 Chan Sy 1984 |
| Premier Kanady                                                   | - 1980 Pierre Trudeau 1984 |
| Emir Kataru                                                      | - 1972 Chalifa ibn Ahmad 1995 |
| Premier Kataru                                                   | - 1971 Chalifa ibn Ahmad 1995 |
| Prezydent Kenii                                                  | - 1978 Daniel Moi 2002 |
| Prezydent Kiribati                                               | - 1979 Ieremia Tabai 1982 - 1982 Rota Onorio (p.o.) 1983                                                                                             |
| Prezydent Kolumbii                                               | - 1978 Julio César Turbay Ayala 1982 - 1982 Belisario Betancur 1986                                                                                  |
| Prezydent Konga                                                  | - 1979 Denis Sassou-Nguesso 1992 |
| Premier Konga                                                    | - 1975 Louis Sylvain Goma 1984 |
| Patriarcha Konstantynopola                                       | - 1972 Dymitr I 1991 |
| Prezydent Korei Południowej                                      | - 1980 Chun Doo-hwan 1988 |
| Premier Korei Południowej                                        | - 1980 Nam Duck-woo 1982 - 1982 Yoo Chang-soon (p.o.) 1982 - 1982 Yoo Chang-soon 1982 - 1982 Kim Sang-hyup (p.o.) 1982 - 1982 Kim Sang-hyup 1983     |
| Prezydent KRLD                                                   | - 1972 Kim Il Sŏng 1994 |
| Premier KRLD                                                     | - 1977 Ri Jong Ok 1984 |
| Prezydent Kostaryki                                              | - 1978 Rodrigo Carazo Odio 1982 - 1982 Luis Alberto Monge 1986                                                                                       |
| Przewodniczący Rady Państwa Kuby                                 | - 1976 Fidel Castro 2008 |
| Emir Kuwejtu                                                     | - 1977 Dżabir III 2006 |
| Premier Kuwejtu                                                  | - 1978 Sad al-Abd Allah as-Salim as-Sabah 2003 |
| Prezydent Laosu                                                  | - 1975 Tiao Souphanouvong 1991 |
| Król Lesotho                                                     | - 1966 Moshoeshoe II 1990 |
| Premier Lesotho                                                  | - 1965 Leabua Jonathan 1986 |
| Prezydent Libanu                                                 | - 1976 Iljas Sarkis 1982 - 1982 Baszir al-Dżumajjil 1982 - 1982 Amin al-Dżumajjil 1988                                                               |
| Premier Libanu                                                   | - 1980 Szafik al-Wazzan 1984 |
| Prezydent Liberii                                                | - 1980 Samuel Doe 1990 |
| Przywódca Libii                                                  | - 1969 Mu’ammar al-Kaddafi 2011 |
| Premier Libii                                                    | - 1979 Dżad Allah Azzuz at-Talhi 1984 |
| Sekretarz generalny PKL Libii                                    | - 1981 Muhammad az-Zarruk Radżab 1984 |
| Książę Liechtensteinu                                            | - 1938 Franciszek Józef II 1989 |
| Premier Liechtensteinu                                           | - 1978 Hans Brunhart 1993 |
| Premier Litwyna emigracji                                        | - 1940 Stasys Lozoraitis 1983 |
| Wielki książę Luksemburga                                        | - 1964 Jan 2000 |
| Premier Luksemburga                                              | - 1979 Pierre Werner 1984 |
| Prezydent Madagaskaru                                            | - 1975 Didier Ratsiraka 1993 |
| Premier Madagaskaru                                              | - 1977 Désiré Rakotoarijaona 1988 |
| Prezydent Malawi                                                 | - 1966 Hastings Kamuzu Banda 1994 |
| Prezydent Malediwów                                              | - 1978 Maumun ̓Abdul Gajum 2008 |
| Król Malezji                                                     | - 1979 Ahmad Shah 1984 |
| Premier Malezji                                                  | - 1981 Mahathir bin Mohamad 2003 |
| Prezydent Mali                                                   | - 1968 Moussa Traoré 1991 |
| Premier Mali                                                     | - 1969 urząd zniesiony 1986 |
| Prezydent Malty                                                  | - 1981 Albert Hyzler 1982 - 1982 Agatha Barbara 1987                                                                                                 |
| Premier Malty                                                    | - 1971 Dom Mintoff 1984 |
| Król Maroka                                                      | - 1961 Hassan II 1999 |
| Premier Maroka                                                   | - 1979 Maati Bouabid 1983 |
| Prezydent Mauretanii                                             | - 1980 Muhammad Chuna uld Hajdalla 1984 |
| Premier Mauretanii                                               | - 1981 Maawija uld Sid’Ahmad Taja 1984 |
| Premier Mauritiusa                                               | - 1968 Seewoosagur Ramgoolam 1982 - 1982 Anerood Jugnauth 1995                                                                                       |
| Prezydent Meksyku                                                | - 1976 José López Portillo 1982 - 1982 Miguel de la Madrid 1988                                                                                      |
| Książę Monako                                                    | - 1949 Rainier III 2005 |
| Minister stanu Monako                                            | - 1981 Jean Herly 1985 |
| Przewodniczący Prezydium Wielkiego Churału Ludowego Mongolii     | - 1974 Jumdżaagijn Cedenbal 1984 |
| Premier Mongolii                                                 | - 1974 Dżambyn Batmönch 1984 |
| Prezydent Mozambiku                                              | - 1975 Samora Machel 1986 |
| Sekretarz generalny NATO                                         | - 1971 Joseph Luns (Holandia) 1984 |
| Prezydent Nauru                                                  | - 1978 Hammer DeRoburt 1986 |
| Król Nepalu                                                      | - 1972 Birendra 2001 |
| Premier Nepalu                                                   | - 1979 Surya Bahadur Thapa 1983 |
| Prezydent Niemiec                                                | - 1979 Karl Carstens 1984 |
| Kanclerz Niemiec                                                 | - 1974 Helmut Schmidt 1982 - 1982 Helmut Kohl 1998                                                                                                   |
| Prezydent Nigru                                                  | - 1974 Seyni Kountché 1987 |
| Prezydent Nigerii                                                | - 1979 Shehu Shagari 1983 |
| Prezydent Nikaragui                                              | - 1979 junta 1985 |
| Król Norwegii                                                    | - 1957 Olaf V 1991 |
| Premier Norwegii                                                 | - 1981 Kåre Willoch 1986 |
| Premier Nowej Zelandii                                           | - 1975 Robert Muldoon 1984 |
| Przewodniczący Rady Państwa NRD                                  | - 1976 Erich Honecker 1989 |
| Premier NRD                                                      | - 1976 Willi Stoph 1989 |
| Sułtan Omanu                                                     | - 1970 Kabus ibn Sa’id 2020 |
| Sekretarz generalny ONZ                                          | - 1982 Javier Pérez de Cuéllar (Peru) 1991 |
| Prezydent Pakistanu                                              | - 1978 Muhammad Zia ul-Haq 1988 |
| Premier Pakistanu                                                | - 1977 urząd zniesiony 1985 |
| Prezydent Palau                                                  | - 1981 Haruo Remeliik 1985 |
| Prezydent Panamy                                                 | - 1978 Aristides Royo 1982 - 1982 Ricardo de la Espriella 1984                                                                                       |
| Wojskowy przywódca Panamy                                        | - 1981 Florencio Flores Aguilar 1982 - 1982 Rubén Darío Paredes 1983                                                                                 |
| Papież                                                           | - 1978 Jan Paweł II 2005 |
| Premier Papui-Nowej Gwinei                                       | - 1980 Julius Chan 1982 - 1982 Michael Somare 1985                                                                                                   |
| Prezydent Paragwaju                                              | - 1954 gen. Alfredo Stroessner 1989 |
| Prezydent Peru                                                   | - 1980 Fernando Belaúnde Terry 1985 |
| Premier Peru                                                     | - 1979 Pedro Richter Prada 1985 - 1980 Manuel Ulloa Elías 1982 - 1982 Fernando Schwalb López 1984                                                    |
| Prezydent Południowej Afryki                                     | - 1979 Marais Viljoen 1984 |
| Premier Południowej Afryki                                       | - 1978 Pieter Botha 1984 |
| Prezydent Portugalii                                             | - 1976 António Ramalho Eanes 1986 |
| Premier Portugalii                                               | - 1981 Francisco Pinto Balsemão 1983 |
| Sekretarz generalny Rady Europy                                  | - 1979 Francenz Karasek (Austria) 1984 |
| Prezydent Republiki Środkowoafrykańskiej                         | - 1981 André Kolingba 1993 |
| Premier Republiki Środkowoafrykańskiej                           | - 1981 urząd zniesiony 1991 |
| Prezydent Republiki Zielonego Przylądka                          | - 1975 Aristides Pereira 1991 |
| Premier Republiki Zielonego Przylądka                            | - 1975 Pedro Pires 1991 |
| Prezydent Rumunii                                                | - 1967 Nicolae Ceaușescu 1989 |
| Premier Rumunii                                                  | - 1979 Ilie Verdeț 1982 - 1982 Constantin Dăscălescu 1989                                                                                            |
| Prezydent Rwandy                                                 | - 1973 Juvénal Habyarimana 1994 |
| Premier Saint Lucia                                              | - 1981 Winston Cenac 1982 - 1982 Michael Pilgrim (tym.) 1982 - 1982 John Compton 1996                                                                |
| Premier Saint Vincent i Grenadyn                                 | - 1979 Milton Cato 1984 |
| Prezydent Salwadoru                                              | - 1979 junta 1982 - 1982 Álvaro Magaña 1984 |
| O le Ao o le Malo Samoa                                          | - 1962 Malietoa Tanumafili II 2007 |
| Premier Samoa                                                    | - 1976 Tupua Tamasese Tupuola Tufuga Efi 1982 - 1982 Vaʻai Kolone 1982 - 1982 Tupua Tamasese Tupuola Tufuga Efi 1982 - 1982 Tofilau Eti Alesana 1985 |
| Kapitanowie regenci San Marino                                   | - 1981 Mario Rossi Ubaldo Biordi 1982 - 1982 Giuseppe Maiani Marino Venturini 1982 - 1982 Libero Barulli Maurizio Gobbi 1983                         |
| Sekretarz Stanu do spraw Politycznych i Zagranicznych San Marino | - 1978 Giordano Bruno Reffi 1986 |
| Prezydent Senegalu                                               | - 1981 Abdou Diouf 2000 |
| Premier Senegalu                                                 | - 1981 Habib Thiam 1983 |
| Prezydent Seszeli                                                | - 1977 France-Albert René 2004 |
| Prezydent Sierra Leone                                           | - 1971 Siaka Stevens 1985 |
| Prezydent Singapuru                                              | - 1981 Devan Nair 1985 |
| Premier Singapuru                                                | - 1965 Lee Kuan Yew 1990 |
| Prezydent Somalii                                                | - 1969 Mohammed Siad Barre 1991 |
| Premier Somalii                                                  | - 1970 urząd zniesiony 1987 |
| Prezydent Sri Lanki                                              | - 1978 Junius Jayewardene 1989 |
| Premier Sri Lanki                                                | - 1978 Ranasinghe Premadasa 1989 |
| Król Suazi                                                       | - 1968 Sobhuza II 1982 - 1982 Dzeliwe (królowa-regentka) 1983                                                                                        |
| Premier Suazi                                                    | - 1979 Mabandla Dlamini 1983 |
| Prezydent Sudanu                                                 | - 1969 Dżafar Muhammad an-Numajri 1985 |
| Premier Sudanu                                                   | - 1977 Dżafar Muhammad an-Numajri 1985 |
| Prezydent Surinamu                                               | - 1980 Hendrick Chin A Sen 1982 - 1982 Fred Ramdat Misier 1988                                                                                       |
| Prezydent Syrii                                                  | - 1971 Hafiz al-Asad 2000 |
| Premier Syrii                                                    | - 1980 Abd ar-Ra’uf al-Kasm 1987 |
| Prezydent Szwajcarii                                             | - 1982 Fritz Honegger 1982 |
| Król Szwecji                                                     | - 1973 Karol XVI Gustaw |
| Premier Szwecji                                                  | - 1979 Thorbjörn Fälldin 1982 - 1982 Olof Palme 1986                                                                                                 |
| Król Tajlandii                                                   | - 1946 Bhumibol Adulyadej 2016 |
| Premier Tajlandii                                                | - 1980 Prem Tinsulanonda 1988 |
| Prezydent Tajwanu                                                | - 1978 Chiang Ching-kuo 1988 |
| Prezydent Tanzanii                                               | - 1964 Julius Nyerere 1985 |
| Premier Tanzanii                                                 | - 1980 Cleopa Msuya 1983 |
| Prezydent Togo                                                   | - 1967 Gnassingbé Eyadéma 2005 |
| Premier Togo                                                     | - 1961 urząd zniesiony 1991 |
| Król Tonga                                                       | - 1965 Taufaʻahau Tupou IV 2006 |
| Premier Tonga                                                    | - 1965 Sione Ngū Manumataongo Uelingatoni 1991 |
| Prezydent Trynidadu i Tobago                                     | - 1976 Ellis Clarke 1987 |
| Premier Trynidadu i Tobago                                       | - 1981 George Chambers 1986 |
| Prezydent Tunezji                                                | - 1957 Habib Burgiba 1987 |
| Premier Tunezji                                                  | - 1980 Muhammad Mizali 1986 |
| Prezydent Turcji                                                 | - 1980 Kenan Evren 1989 |
| Premier Turcji                                                   | - 1980 Bülent Ulusu 1983 |
| Prezydent Ugandy                                                 | - 1980 Milton Obote 1985 |
| Premier Ugandy                                                   | - 1980 Otema Allimadi 1985 |
| Prezydent Urugwaju                                               | - 1981 Gregorio Álvarez 1985 |
| Prezydent USA                                                    | - 1981 Ronald Reagan 1989 |
| Prezydent Vanuatu                                                | - 1980 George Kalkoa 1984 |
| Premier Vanuatu                                                  | - 1980 Walter Lini 1991 |
| Prezydent Wenezueli                                              | - 1979 Luis Herrera Campins 1984 |
| Prezydent Węgier                                                 | - 1967 Pál Losonczi 1987 |
| Premier Węgier                                                   | - 1975 György Lázár 1987 |
| Monarcha Wielkiej Brytanii                                       | - 1952 Elżbieta II 2022 |
| Premier Wielkiej Brytanii                                        | - 1979 Margaret Thatcher 1990 |
| Prezydent Wietnamu                                               | - 1981 Rada Państwa 1992 |
| Premier Wietnamu                                                 | - 1976 Phạm Văn Đồng 1987 |
| Prezydent Włoch                                                  | - 1978 Sandro Pertini 1985 |
| Premier Włoch                                                    | - 1981 Giovanni Spadolini 1982 - 1982 Amintore Fanfani 1983                                                                                          |
| Prezydent WKS                                                    | - 1960 Félix Houphouët-Boigny 1993 |
| Premier WKS                                                      | - 1960 urząd zniesiony 1990 |
| Prezydent Wysp Świętego Tomasza i Książęcej                      | - 1975 Manuel Pinto da Costa 1991 |
| Prezydent Zambii                                                 | - 1964 Kenneth Kaunda 1991 |
| Prezydent Zairu                                                  | - 1971 Mobutu Sese Seko 1997 |
| Prezydent Zimbabwe                                               | - 1980 Canaan Banana 1987 |
| Premier Zimbabwe                                                 | - 1980 Robert Mugabe 1987 |
| Prezydent ZEA                                                    | - 1971 Zajid ibn Sultan Al Nahajjan 2004 |
| Premier ZEA                                                      | - 1979 Raszid ibn Said al-Maktum 1990 |
| Przywódca ZSRR                                                   | - 1964 Leonid Breżniew 1982 - 1982 Jurij Andropow 1984                                                                                               |
| Premier ZSRR                                                     | - 1980 Nikołaj Tichonow 1985 |

Rok 1982 / MCMLXXXII
stulecia: XIX wiek ~
XX wiek ~
XXI wiek

dziesięciolecia:
1950–1959 •
1960–1969 •
1970–1979 •
1980–1989
• 1990–1999
• 2000–2009
• 2010–2019

lata: 1972 «
1977 «
1978 «
1979 «
1980 «
1981 «
1982
» 1983
» 1984
» 1985
» 1986
» 1987
» 1992

## Rok 1982 ogłoszono
- Rokiem Świętym Jakubowym

## Wydarzenia w Polsce
- 1 stycznia – dochód narodowy wytworzony zmniejszył się w 1981 roku o 13%.
- 2 stycznia – stan wojenny: rozwiązano stowarzyszenie aktorów ZASP.
- 4 stycznia – w podziemiu wydano pierwszy numer pisma „Karta”.
- 6 stycznia – rozwiązanie Niezależnego Zrzeszenia Studentów; Wojskowa Rada Ocalenia Narodowego zezwoliła na sukcesywne wznawianie zajęć na uczelniach.
- 7 stycznia – runęła podmyta przez morze wieża wyciągowa „Światowid” w Jastrzębiej Górze.
- 10 stycznia:
  - stan wojenny: przywrócono łączność telefoniczną w miastach.
  - Wisła przerwała wały w okolicach Płocka i zatopiła część miasta i okoliczne wsie. Powódź spowodował zator lodowy na Zbiorniku Włocławskim.
- 13 stycznia – stan wojenny: powstał Ogólnopolski Komitet Oporu.
- 14 stycznia – ukazało się pierwsze wydanie dziennika rządowego „Rzeczpospolita”.
- 17 stycznia – stan wojenny: wznowił działalność Teatr Wielki w Warszawie.
- 20 stycznia – Prokuratura Garnizonowa w Gliwicach umorzyła śledztwo w sprawie śmierci górników z kopalni „Wujek”.
- 25 stycznia:
  - gen. Wojciech Jaruzelski zapowiedział w Sejmie stopniowe ograniczanie restrykcji stanu wojennego.
  - Sejm zatwierdził wstecznie dekrety wprowadzające stan wojenny[1].
- 26 stycznia – Sejm uchwalił Kartę Nauczyciela[2].
- 30 stycznia – stan wojenny: po zajściach ulicznych w Gdańsku zostało rannych 6 osób cywilnych; pierwsze rozprawy w trybie doraźnym za nielegalną działalność związkową, organizację strajków itp., wyroki do 5 lat.
- 1 lutego – połączona z rekompensatami podwyżka cen artykułów żywnościowych (o 241%) oraz opału i energii (o 171%) – elementem reformy gospodarczej.
- 3 lutego – stan wojenny: Sąd Marynarki Wojennej w Gdyni wydał najwyższy wyrok w stanie wojennym. Ewa Kubasiewicz z Wyższej Szkoły Morskiej została skazana na 10 lat pozbawienia wolności.
- 5 lutego – stan wojenny: w Świdniku odbyła się pierwsza „manifestacja spacerowa” podczas emisji głównego wydania Dziennika Telewizyjnego.
- 8 lutego – stan wojenny: wznowienie zajęć na wszystkich wyższych uczelniach.
- 10 lutego – stan wojenny: Emil Barchański wraz z kolegami oblał farbą i podpalił pomnik Feliksa Dzierżyńskiego w Warszawie.
- 12 lutego – kapitan rejsowego samolotu LOT, lecącego z Warszawy do Wrocławia, porwał swoją maszynę i wylądował w Berlinie Zachodnim.
- 13 lutego:
  - stan wojenny: nielegalna manifestacja uliczna w Poznaniu.
  - stan wojenny: 45 osób zostało pobitych przez służbę więzienną w ośrodku dla internowanych w Wierzchowie Pomorskim.
  - decyzja o budowie metra; pierwsza linia miała połączyć południowy skraj miasta z północnym (Kabaty z Młocinami).
- 18 lutego – Mieczysław Dębicki został prezydentem Warszawy.
- 19 lutego – z prywatną wizytą przybył Herbert Wehner, przewodniczący frakcji SPD w Bundestagu; spotkanie z episkopatem i gen. Wojciechem Jaruzelskim.
- 20 lutego – w gdańskiej Stoczni Północnej został zwodowany okręt hydrograficzny ORP „Arctowski”.
- 23 lutego – w szpitalu zmarł starszy sierżant MO Zdzisław Karos, postrzelony 18 lutego w tramwaju w Warszawie, przez członków Powstańczej Armii Krajowej, usiłujących zabrać mu broń.
- 24 lutego – rozpoczęło się pierwsze od ogłoszenia stanu wojennego, VII Plenum KC PZPR.
- 27 lutego:
  - Episkopat w wydanym oświadczeniu zażądał szybkiego zniesienia stanu wojennego i powrotu do dialogu ze społeczeństwem i „Solidarnością”.
  - sejm przyjął ustawę o utworzeniu Państwowej Agencji Atomistyki.
  - film Człowiek z żelaza został wycofany przez producenta z rywalizacji o Oscara.
- 1 marca – premiera komedii kryminalnej Vabank w reżyserii Juliusza Machulskiego.
- 2 marca – w Warszawie przedstawiciele Międzynarodowego Czerwonego Krzyża omawiali z władzami sprawę wizytacji obozów internowanych przez MCK.
- 6 marca – zwodowano żaglowiec szkoleniowy Marynarki Wojennej ORP Iskra II.
- 7 marca – delegacja Kongresu USA zakończyła wizytę w Polsce.
- 11 marca – stan wojenny: w kraju działało około 6 tys. Obywatelskich Komitetów Ocalenia Narodowego.
- 20 marca – stan wojenny: prezydent Warszawy rozwiązał Stowarzyszenie Dziennikarzy Polskich. Krótko potem powstało Stowarzyszenie Dziennikarzy PRL.
- 26 marca – Sejm znowelizował Konstytucję PRL, ustanawiając Trybunał Konstytucyjny oraz Trybunał Stanu.
- 29 marca – wznowienie automatycznej międzynarodowej łączności telefonicznej.
- 1 kwietnia – powołanie 26-osobowej Konsultacyjnej Rady Gospodarczej przy Radzie Ministrów było elementem zapoczątkowanej dnia 1 stycznia 1982 reformy gospodarczej; przewodniczył profesor Czesław Bobrowski.
- 2 kwietnia – 1. notowanie Radiowej Listy Przebojów Programu I.
- 5 kwietnia:
  - opublikowano raport o stanie gospodarki.
  - wznowił emisję zawieszony po wprowadzeniu stanu wojennego Program III Polskiego Radia.
- 6 kwietnia – polski rząd wynegocjował odroczenie spłaty rat kredytów w zachodnich bankach.
- 9 kwietnia – prof. Kazimierz Dobrowolski zastąpił prof. Henryka Samsonowicza na stanowisku rektora Uniwersytetu Warszawskiego.
- 12 kwietnia:
  - stan wojenny: Radio „Solidarność” nadało w Warszawie pierwszą audycję[3].
  - premiera filmu Znachor.
- 22 kwietnia:
  - kierownictwo nad zdelegalizowaną „Solidarnością” przejęła Tymczasowa Komisja Koordynacyjna (TKK).
  - początek plenum KC PZPR poświęconego sytuacji gospodarczej i projektowi ustawy o samorządzie pracowniczym.
- 23 kwietnia – klub „Kuźnica” potępił akty wrogości wobec artystów, którzy zajęli bardziej pojednawczą postawę wobec polityki władz.
- 24 kwietnia – wyemitowane zostało pierwsze notowanie Listy Przebojów Programu Trzeciego.
- 25 kwietnia – spotkanie gen. Wojciecha Jaruzelskiego z prymasem Józefem Glempem.
- 28 kwietnia – złagodzenie rygorów stanu wojennego; zwolniono lub urlopowano tysiąc internowanych.
- 29 kwietnia – w kancelarii sejmowej został złożony tzw. List 44 w proteście przeciwko represjonowaniu działaczy opozycyjnych.
- 30 kwietnia – kolejne porwanie samolotu PLL LOT, samolot został opanowany przez ośmiu porywaczy i skierowany na lotnisko Tempelhof, gdzie większość pasażerów poprosiła o azyl.
- 1 maja – święto 1 Maja uczczono manifestacją oficjalną i kontrmanifestacjami.
- 3 maja – w zajściach ulicznych w Warszawie zatrzymano 271 osób, 51 milicjantów i 10 osób cywilnych zostało rannych. Manifestowano także w Gdańsku, Szczecinie, Krakowie i Lublinie.
- 4 maja:
  - Sejm uchwalił ustawę o Narodowej Radzie Kultury, mającej być reprezentatywnym organem doradczym premiera rządu.
  - w następstwie demonstracji, jakie miały miejsce poprzedniego dnia, w większych miastach przywrócono zniesioną przed 1 maja godzinę milicyjną.
- 9 maja – ekspulsja dwóch dyplomatów USA akredytowanych w Warszawie, za czyny „sprzeczne ze statusem dyplomatycznym” np. próba werbunku OZI spośród Polaków. Proporcjonalna retorsja władz USA wobec placówki dyplomatycznej PRL w USA.
- 13 maja – w większych miastach odbyły się krótkie demonstracje przeciwko stanowi wojennemu.
- 2 czerwca – w Grudziądzu odbył się pierwszy Memoriał Bronisława Malinowskiego.
- 3 czerwca – ukazał się pierwszy numer nowego tygodnika „Tu i Teraz”; redaktorem naczelnym został Kazimierz Koźniewski.
- 5 czerwca – Marian Woźniak zastąpił Stanisława Kociołka na stanowisko pierwszego sekretarza Komitetu Warszawskiego PZPR.
- 7 czerwca – podpisano polsko-radziecką umowę o współpracy przy budowie warszawskiego metra.
- 13 czerwca – Wrocław, Nowa Huta, Gdańsk miejscem manifestacji przeciwko rygorom stanu wojennego.
- 22 czerwca – premiera filmu Wejście smoka.
- 26 czerwca – w Koszalinie odbyła się 186. konferencja plenarna Episkopatu w 10. rocznicę ustanowienia nowych diecezji na Ziemiach Zachodnich i Północnych.
- 2 lipca – premiera filmu „Anna” i wampir.
- 4 lipca – podniesiono banderę na nowym żaglowcu szkolnym „Dar Młodzieży”.
- 6 lipca – aresztowano grupę organizatorów Radia „Solidarność”.
- 15 lipca – stan wojenny: funkcjonariusze Służba Bezpieczeństwa przeprowadzili w 8 wielkich zakładach „rozmowy ostrzegawcze” z pracownikami, którzy prowadzili konspiracyjną działalność związkową.
- 20 lipca – deklaracja w sprawie utworzenia Patriotycznego Ruchu Odrodzenia Narodowego.
- 11 sierpnia – do służby wcielono barkentynę szkolną ORP „Iskra”.
- 16 sierpnia – premiera filmu Debiutantka.
- 20 sierpnia – warszawski plac Zwycięstwa został otoczony płotem, by uniemożliwić układanie krzyża z kwiatów, upamiętniającego wizytę papieża Jana Pawła II i zmarłego kardynała Stefana Wyszyńskiego.
- 24 sierpnia – deklaracja Ogólnopolskiego Komitetu Oporu Robotników (emanacja „Solidarności” Rolników Indywidualnych).
- 31 sierpnia:
  - manifestacje z okazji drugiej rocznicy porozumień sierpniowych w co najmniej 66 miastach. Interweniowały oddziały ZOMO. W Lubinie od ostrej amunicji zginęły trzy osoby.
  - aresztowano Zbigniewa Romaszewskiego, jednego z podziemnych przywódców „NSZZ Solidarność”.
- 3 września – premiera filmu Bołdyn.
- 4 września – aresztowano 4 działaczy KSS KOR.
- 5 września – na Jasnej Górze podczas uroczystości dożynkowych, kazanie wygłosił biskup Ignacy Tokarczuk.
- 8 września:
  - zakończył się proces „grodziski” przeciwko osobom oskarżonym o zabójstwo milicjanta Zdzisława Karosa i działalność spiskową.
  - Ryszard Szparak ustanowił rekord Polski w biegu na 400 m ppł. wynikiem 49,41 s.
- 11 września – powstał zespół Lady Pank.
- 13 września – odbyła się premiera filmu Konopielka.
- 20 września – odbyła się premiera filmu Dolina Issy.
- 25 września – utwór Autobiografia zespołu Perfect dotarł do pierwszego miejsca Listy Przebojów Programu Trzeciego.
- 1 października – została uruchomiona komunikacja trolejbusowa w Tychach.
- 3 października – Telewizja Polska wyemitowała premierowy odcinek serialu Jan Serce.
- 4 października – Izba Wojskowa Sądu Najwyższego skazała zaocznie na karę śmierci byłego ambasadora PRL w Waszyngtonie Romualda Spasowskiego, który po ogłoszeniu stanu wojennego porzucił placówkę i poprosił o azyl polityczny w USA.
- 8 października:
  - Sejm uchwalił ustawę o związkach zawodowych, tym samym formalnie delegalizując NSZZ Solidarność.
  - wyrok w procesie kierownictwa KPN; Leszek Moczulski skazany na 7 lat pozbawienia wolności.
- 11 października – manifestacja i zamieszki po delegalizacji „Solidarności”.
- 13 października – podczas demonstracji w Nowej Hucie został zastrzelony przez funkcjonariusza SB 20-letni robotnik Bogdan Włosik.
- 18 października – w Krakowie utworzono Papieską Akademię Teologiczną.
- 26 października – Sejm uchwalił ustawę o wychowaniu w trzeźwości i przeciwdziałaniu alkoholizmowi.
- 27 października – Rząd PRL zapowiedział retorsje wobec zawieszenia wobec Polski klauzuli najwyższego uprzywilejowania przez Prezydenta USA Ronalda Reagana.
- 8 listopada – po spotkaniu Jaruzelski-Glemp powiadomiono, że władze PRL zaprosiły papieża do odwiedzenia kraju w czerwcu 1983 roku.
- 12 listopada – zwolnienie z internowania Lecha Wałęsy.
- 14 listopada:
  - Bytom: spłonął drewniany kościół św. Wawrzyńca.
  - do Gdańska powrócił zwolniony z internowania Lech Wałęsa.
- 15 listopada – powstało Polskie Towarzystwo Alergologiczne.
- 16 listopada – wycofany ze służby „Dar Pomorza” został przekazany Centralnemu Muzeum Morskiemu w Gdańsku.
- 22 listopada – uprowadzenie samolotu PLL LOT An-24 nr SP-LTK. Załoga samolotu została sterroryzowana przez funkcjonariusza milicji, pełniącego służbę w zabezpieczeniu lotu. Samolot wylądował na lotnisku Tempelhof w Berlinie Zachodnim, gdzie doszło do wymiany ognia pomiędzy porywaczem a pozostałymi członkami ochrony. Wskutek strzelaniny ranny został porywacz.
- 24 listopada – Jan Dobraczyński, lider rodzącego się PRON, wystosował apel do Sejmu o zniesienie w całym kraju stanu wojennego.
- 28 listopada – wnuczka poety Krystyna Michalska odsłoniła w Krakowie pomnik Stanisława Wyspiańskiego, projektu Mariana Koniecznego, w 75. rocznicę jego śmierci.
- 28/29 listopada – (w nocy z niedzieli na poniedziałek) w wyniku wybuchu pyłu węglowego w kopalni KWK „Dymitrow" w Bytomiu zginęło 18 osób – sami ratownicy górniczy i lekarz OSRG Sosnowiec.
- 29 listopada:
  - uchylono internowanie wobec 327 osób.
  - premiera filmu Amnestia.
- 1 grudnia – władze rozwiązały Związek Artystów Scen Polskich (ZASP).
- 2 grudnia – premiera filmu Krzyk.
- 5 grudnia – ukazał się pierwszy numer tygodnika Wprost. Początkowo zasięgiem obejmował Poznań i Wielkopolskę, ale dzięki stałemu ulepszaniu formuły pisma, tygodnik zwiększył zasięg na ogólnopolski.
- 9 grudnia – Tadeusz Salwa został prezydentem Krakowa.
- 10 grudnia – Mieczysław Młynarski, podczas meczu Górnik Wałbrzych-Pogoń Szczecin, ustanowił rekord rzuconych punktów (90) polskiej ekstraklasy koszykarskiej.
- 11 grudnia – Rada Ministrów zerwała współpracę naukową i kulturalną z agencjami rządowymi USA, wprowadzono ograniczenia wizowe.
- 19 grudnia – stan wojenny: Rada Państwa uchwaliła zawieszenie od 31 grudnia stanu wojennego.
- 20 grudnia – Prezes Rady Ministrów Wojciech Jaruzelski powołał Narodową Radę Kultury jako ciało doradcze; liczyła 150 osób, z tego ponad 100 na podstawie imiennych zaproszeń. Przewodniczącym został prof. Bogdan Suchodolski.
- 23 grudnia – rząd podjął uchwałę o budowie metra warszawskiego.
- 26 grudnia – premiera filmu Wyjście awaryjne.
- 28 grudnia – tąpnięcie w drążonym chodniku kopalni „Katowice” spowodowało śmierć 5 górników.
- 31 grudnia – Rada Państwa PRL zawiesiła stan wojenny na terenie całego kraju.

## Wydarzenia na świecie
- 1 stycznia – Belgia objęła prezydencję w Radzie Unii Europejskiej.
- 8 stycznia:
  - Oscar Ribas Reig został pierwszym w historii premierem Andory.
  - w 70. rocznicę utworzenia Afrykańskiego Kongresu Narodowego, budowana południowoafrykańska elektrownia jądrowa Koeberg została zaatakowana przez Umkhonto we Sizwe, zbrojne ramię ANC, co spowodowało wielomilionowe straty i opóźniło zakończenie budowy o 18 miesięcy.
- 10 stycznia – w szkockim Braemar zmierzono najniższą temperaturę w historii Wielkiej Brytanii (–27,2 °C).
- 11 stycznia:
  - Andaluzja, Asturia i Kantabria uzyskały autonomię.
  - angielski snookerzysta Steve Davis uzyskał pierwszy zarejestrowany przez kamery telewizyjne break maksymalny.
- 13 stycznia – Boeing 737 linii Air Florida, tuż po starcie z lotniska w Waszyngtonie, spadł do rzeki Potomak, zawadzając wcześniej o most i pociągając za sobą kilka samochodów. Zginęło 78 osób, 6 uratowano.
- 15 stycznia – terroryści z OWP zdetonowali bombę podłożoną w żydowskiej restauracji (Mifgash-Israel Restaurant) w Berlinie Zachodnim; zginęła 1 osoba, a 25 zostało rannych.
- 20 stycznia – weszła w życie nowa konstytucja Hondurasu.
- 26 stycznia – Mauno Koivisto nowym prezydentem Finlandii, zastąpił urzędującego na tym stanowisku od 1956 Urho Kekkonena,
- 28 stycznia:
  - amerykański generał James Dozier został odbity z rąk terrorystów Czerwonych Brygad po 42 dniach niewoli.
  - ormiańscy ekstremiści zamordowali Kemala Arikana, tureckiego konsula generalnego w Los Angeles.
- 30 stycznia – dzień Solidarności z Polską.
- 31 stycznia – światowa satelitarna premiera filmu „Let Poland be Poland” do 50 krajów świata, solidaryzującego się z Polakami, którzy zmagali się ze trwającym wówczas stanem wojennym.
- 1 lutego – powołano Konfederację Senegambii.
- 2 lutego – armia syryjska dokonała brutalnej pacyfikacji miasta Hama, opanowanego przez Braci Muzułmańskich.
- 9 lutego – w katastrofie japońskiego samolotu Douglas DC-8 w Tokio zginęły 24 spośród 174 osób na pokładzie.
- 12 lutego – papież Jan Paweł II rozpoczął podróż apostolską po Afryce, pierwszą podróż zagraniczną od zamachu
- 15 lutego:
  - Agatha Barbara została pierwszą kobietą-prezydentem Malty.
  - u wybrzeży Nowej Fundlandii zatonęła platforma wiertnicza „Ocean Ranger”. Zginęła cała załoga – 84 osoby.
- 19 lutego – odbył się pierwszy lot Boeinga 757.
- 23 lutego – 53% mieszkańców Grenlandii opowiedziało się w referendum za wystąpieniem z EWG (co nastąpiło w 1985).
- 1 marca – radziecka sonda Wenera 13 wylądowała na planecie Wenus.
- 3 marca – Rubén Darío Paredes w wyniku zamachu stanu został wojskowym przywódcą Panamy.
- 4 marca – prezydent Francji François Mitterrand przemawiał w Knesecie, wzywając Izrael do uznania prawa Palestyńczyków do własnego państwa.
- 5 marca – radziecka sonda Wenera 14 wylądowała na Wenus.
- 7 marca – reprezentacja Polski zajęła 3. miejsce na zakończonych w RFN X Mistrzostwach Świata w Piłce Ręcznej Mężczyzn.
- 17 marca – w Auckland, Nowozelandka Anne Audain ustanowiła rekord świata w biegu na 5000 m wynikiem 15.13,22 s.
- 19 marca:
  - wojna o Falklandy: Argentyńczycy wylądowali na Georgii Południowej i podnieśli tam swą narodową flagę. Incydent ten stanowił preludium do późniejszych działań zbrojnych.
  - w katastrofie samolotu wojskowego pod Woodstock w stanie Illinois zginęło 27 osób.
- 22 marca – rozpoczęła się misja STS-3 wahadłowca Columbia.
- 23 marca – w wyniku puczu wojskowego został odsunięty od władzy prezydent Gwatemali Fernando Romeo Lucas García, którego zastąpił emerytowany generał Efraín Ríos Montt.
- 24 marca – generał Hossain Mohammad Ershad obalił w bezkrwawym zamachu stanu prezydenta Bangladeszu Abdusa Sattara i wprowadził w kraju stan wojenny.
- 25 marca:
  - Brytyjski Parlament przyjął ustawę (Canada Act) usuwającą ostatnie zależności legislacyjne Kanady i nadającą jej pełną suwerenność.
  - ustanowiono stopień marszałka NRD.
- 26 marca – wmurowano kamień węgielny pod budowę Vietnam Veterans Memorial w Waszyngtonie.
- 28 marca – w Salwadorze odbyły się pierwsze od ponad 50 lat wolne wybory parlamentarne.
- 29 marca – odbyła się 54. ceremonia wręczenia Oscarów.
- 30 marca – jedyny raz w historii wahadłowiec wylądował w bazie White Sands w Nowym Meksyku (Columbia w misji STS-3).
- 1 kwietnia – Zdzisław Najder został dyrektorem rozgłośni polskiej Radia Wolna Europa.
- 2 kwietnia – Wojna o Falklandy: 800 żołnierzy argentyńskich dokonało inwazji na znajdujące się w rękach Brytyjczyków wyspy archipelagu Falklandów. Między Argentyną i Wielką Brytanią wybuchła wojna o Falklandy.
- 3 kwietnia – dokonano oblotu samolotu pasażerskiego Airbus A310.
- 11 kwietnia:
  - w Jerozolimie izraelski żołnierz ostrzelał grupę muzułmanów modlących się w Kopule na Skale, zabijając 2 osoby i raniąc kilkadziesiąt. Wywołało to gwałtowne zamieszki i strajki na terytoriach okupowanych.
  - po wybuchu wojny o Falklandy Wspólnota Europejska nałożyła sankcje ekonomiczne na Argentynę.
- 15 kwietnia – w dniu 70. urodzin przywódcy Korei Północnej Kim Ir Sena zakończono budowę „modelowego miasta socjalistycznego” – Pjongjangu.
- 17 kwietnia – królowa Elżbieta II proklamowała Konstytucję Kanady.
- 19 kwietnia – wystrzelono stację kosmiczną Salut 7.
- 23 kwietnia – miejscowości leżące na wyspach archipelagu Florida Keys w proteście przeciwko dokonanej przez Straż Graniczną blokadzie międzystanowej drogi US-1 ogłosiły „niepodległość” tzw. Conch Republic (Republiki Muszli).
- 24 kwietnia – w angielskim mieście Harrogate odbył się 27. Konkurs Piosenki Eurowizji.
- 25 kwietnia:
  - Izrael zwrócił Egiptowi zajęty w 1967 roku półwysep Synaj,
  - wojna o Falklandy-Malwiny: wojska brytyjskie wylądowały na Południowej Georgii i po krótkiej walce odbiły wyspę z rąk Argentyńczyków.
- 26 kwietnia:
  - południowokoreański policjant Woo Bum-kon zastrzelił w amoku 57 osób, ranił 35, po czym popełnił samobójstwo.
  - w katastrofie chińskiego samolotu Hawker Siddeley Trident w regionie Kuangsi zginęło 112 osób.
  - w Sudanie ogłoszono stan wyjątkowy.
  - wystartowała brytyjska stacja telewizyjna Sky 1.
- 29 kwietnia – stolica Sri Lanki została przeniesiona z Kolombo do Sri Dźajawardanapura Kotte.
- 1 maja – wojna o Falklandy-Malwiny: brytyjski atak lotniczy na stolicę archipelagu Stanley (Puerto Argentino).
- 2 maja – wojna o Falklandy-Malwiny: argentyński krążownik ARA General Belgrano został zatopiony przez brytyjski atomowy okręt podwodny HMS Conqueror (zginęło 321 argentyńskich marynarzy).
- 4 maja – wojna o Falklandy-Malwiny: zatonął brytyjski niszczyciel HMS „Sheffield” zatopiony przez Argentyńczyków (zginęło 20 brytyjskich marynarzy).
- 7 maja – wojna o Falklandy-Malwiny: rozpoczęły się negocjacje pokojowe ONZ.
- 12 maja – uzbrojony w bagnet hiszpański duchowny Juan Fernández y Krohn usiłował dokonać zamachu na papieża Jana Pawła II podczas jego pobytu w portugalskiej Fatimie.
- 13 maja – został wystrzelony Sojuz T-5, pierwsza załogowa misja kosmiczna na stację Salut 7.
- 15 maja – na torze w Indianapolis w jednym z najbrutalniejszych wypadków w historii wyścigów samochodowych zginął amerykański kierowca Gordon Smiley.
- 20 maja:
  - papież Jan Paweł II powołał Papieską Radę ds. Kultury.
  - oficjalną wizytę przyjaźni w Bułgarii złożyła partyjno-państwowa delegacja PRL pod przewodnictwem I sekretarza KC PZPR, prezesa Rady Ministrów PRL gen. armii Wojciecha Jaruzelskiego.
  - pierwszy okręt podwodny o napędzie atomowym USS „Nautilus” został uznany za okręt-muzeum.
- 21 maja – wojna o Falklandy-Malwiny: pierwsze większe oddziały brytyjskie wylądowały na Falklandach w pobliżu Port San Carlos.
- 23 maja – wojna o Falklandy-Malwiny: brytyjska fregata rakietowa HMS „Antelope” została zbombardowana przez argentyńskie samoloty.
- 24 maja – w wojnie iracko-irańskiej wojska irańskie odbiły miasto Korramszahr, utracone na początku wojny.
- 25 maja – wojna o Falklandy-Malwiny: niszczyciel rakietowy HMS Coventry został zatopiony przez argentyńskie samoloty.
- 28 maja:
  - Papież Jan Paweł II rozpoczął wizytę w Wielkiej Brytanii.
  - wojna o Falklandy-Malwiny: rozpoczęła się bitwa o wzgórza Darwin i Goose Green.
- 29 maja – wojna o Falklandy-Malwiny: zwycięstwem Brytyjczyków zakończyła się dwudniowa bitwa o wzgórza Darwin i Goose Green.
- 30 maja – Hiszpania przystąpiła do NATO.
- 3 czerwca – izraelski ambasador w Wielkiej Brytanii, Shlomo Argov, został postrzelony na ulicy w Londynie.
- 4 czerwca – premiera filmu Duch w reżyserii Tobe’a Hoopera.
- 5 czerwca – w Eugene, Amerykanka Mary Decker-Tabb ustanowiła rekord świata w biegu na 5000 m wynikiem 15.08,26 s.
- 6 czerwca – interwencja izraelska w południowym Libanie, gdzie mieściła się główna kwatera OWP. Rozpoczęła się wojna libańska.
- 7 czerwca:
  - Goukouni Oueddei, tymczasowy prezydent Czadu został obalony przez zamach stanu; jego następcą został Hissène Habré, oskarżany później o zbrodnie przeciwko ludzkości.
  - otwarto muzeum Elvisa Presleya mieszczące się w jego posiadłości Graceland w Memphis.
- 8 czerwca:
  - wojna o Falklandy-Malwiny: atak argentyńskich samolotów uszkodził okręty desantowe HMS „Sir Galahad” (następnie samozatopiony) oraz HMS „Sir Tristram”, dokonujące desantu w Porcie Pleasant, na południe od Bluff Cove, w wyniku czego zginęło 56 Brytyjczyków.
  - 137 osób zginęło w katastrofie Boeinga 727 w brazylijskiej Fortalezie.
- 11 czerwca – wojna o Falklandy-Malwiny: rozpoczęła się bitwa o Mount Longdon.
- 12 czerwca – wojna o Falklandy-Malwiny: zwycięstwa wojsk brytyjskich w bitwach o grzbiet Two Sisters i o Mount Longdon.
- 13 czerwca:
  - Fahd ibn Abd al-Aziz Al Su’ud został królem Arabii Saudyjskiej.
  - w Hiszpanii rozpoczęły się XII Mistrzostwa Świata w Piłce Nożnej.
  - w wypadku podczas startu wyścigu o Grand Prix Kanady F1 na torze w Montrealu zginął włoski kierowca Riccardo Paletti.
- 14 czerwca:
  - wojna o Falklandy-Malwiny: skapitulowały ostatnie oddziały argentyńskie, Brytyjczycy odbili Falklandy z rąk Argentyńczyków.
  - Polska zremisowała bezbramkowo z Włochami w rozegranym na Estadio Balaídos w Vigo swym pierwszym meczu grupowym na piłkarskich Mistrzostwach Świata w Hiszpanii.
- 15 czerwca – podczas piłkarskich Mistrzostw Świata w Hiszpanii padł najwyższy rezultat w historii turniejów finałowych (Węgry-Salwador 10:1).
- 17 czerwca – dokonano oblotu radzieckiego śmigłowca szturmowego Ka-50.
- 18 czerwca – w rezultacie przegranej wojny o Falklandy, pod naciskiem wewnętrznych niepokojów, gen. Leopoldo Galtieri zrezygnował ze stanowiska prezydenta Argentyny.
- 19 czerwca – na rozgrywanych w Hiszpanii piłkarskich mistrzostwach Polska zremisowała bezbramkowo z Kamerunem.
- 20 czerwca – wojska brytyjskie odzyskały Sandwich Południowy. Wojna o Falklandy została formalnie zakończona.
- 21 czerwca:
  - John Hinckley Jr. został uznany za niepoczytalnego i tym samym uwolniony od zarzutu próby zamachu na prezydenta USA Ronalda Reagana i w związku z tym skierowany na przymusowe leczenie psychiatryczne.
  - 17 spośród 111 osób na pokładzie zginęło w katastrofie lecącego z Kuala Lumpur Boeinga 707 linii Air India, do której doszło podczas podchodzenia do lądowania na lotnisku w Mumbaju.
  - w Paryżu odbyły się pierwsze obchody Święta Muzyki.
- 22 czerwca – na piłkarskich mistrzostwach świata w Hiszpanii Polska pokonała Peru 5:1.
- 24 czerwca:
  - Jean-Loup Chrétien na pokładzie Sojuza T-6 został pierwszym Francuzem w przestrzeni kosmicznej.
  - w odbywającym rejs z Londynu do Auckland na Nowej Zelandii Boeingu 747 linii British Airways doszło, po wleceniu w chmurę pyłu wulkanicznego, do awarii wszystkich 4 silników. Po jej opuszczeniu 3 silniki wznowiły pracę i samolot wylądował awaryjnie w stolicy Indonezji Dżakarcie.
- 25 czerwca:
  - Alexander Haig złożył dymisję ze stanowiska sekretarza stanu USA.
  - premiera opartego na motywach powieści Philipa K. Dicka Czy androidy śnią o elektrycznych owcach? filmu science-fiction Łowca androidów w reżyserii Ridleya Scotta.
- 26 czerwca – w Genewie rozpoczęły się rokowania pomiędzy USA a ZSRR o redukcji broni strategicznych, nazwane START.
- 27 czerwca – rozpoczęła się misja STS-4 wahadłowca Columbia.
- 28 czerwca:
  - na piłkarskich mistrzostwach świata w Hiszpanii Polska pokonała Belgię 3:0.
  - 132 osoby zginęły w katastrofie Jaka-42 na Białorusi.
- 1 lipca – Dania objęła prezydencję w Radzie Unii Europejskiej.
- 4 lipca – reprezentacja Polski po bezbramkowym remisie z ZSRR awansowała do półfinału piłkarskich mistrzostw świata w Hiszpanii.
- 6 lipca – 90 osób zginęło w katastrofie Iła-62 w Moskwie.
- 7 lipca – w Oslo, Brytyjczyk David Moorcroft ustanowił rekord świata w biegu na 5000 m wynikiem 13.00,41 s.
- 8 lipca:
  - nieudany zamach na Saddama Husajna w szyickim mieście Dudżail. W odwecie wojsko dokonało masakry mieszkańców.
  - na rozgrywanych w Hiszpanii piłkarskich mistrzostwach świata Polska przegrała w półfinale z Włochami 0:2.
- 9 lipca – 153 osoby zginęły w katastrofie Boeinga 727 w Luizjanie.
- 10 lipca – po pokonaniu 3:2 reprezentacji Francji polscy piłkarze zdobyli brązowy medal mistrzostw świata w Hiszpanii.
- 11 lipca – Włochy zdobywają po raz trzeci tytuł mistrza świata w piłce nożnej (poprzednio w 1934 i 1938).
- 15 lipca – katastrofa zapory Lawn-Lake w Rocky Mountains, w stanie Kolorado w USA, w wyniku fali powodziowej zginęły 3 osoby, straty sięgnęły od 21 do 31 mln dolarów.
- 16 lipca – George P. Shultz został sekretarzem stanu USA.
- 20 lipca – 11 żołnierzy zginęło, a 50 osób zostało rannych w dwóch eksplozjach bomb podłożonych przez Irlandzką Armię Republikańską w Hyde Parku i Regent’s Parku w Londynie.
- 29 lipca – po niemal pięciu latach na orbicie radziecka stacja Salut 6 została ściągnięta na Ziemię przez bezzałogowy statek Kosmos 1267.
- 7 sierpnia – armeńska organizacja terrorystyczna ASALA dokonała zamachu bombowego na lotnisko w Ankarze. Zginęło 9 osób, a 70 zostało rannych.
- 9 sierpnia – w zamachu na żydowską restaurację w Paryżu zginęło 6 osób, a 22 zostały ranne.
- 16 sierpnia – hiszpańskie regiony Aragonia, Kastylia-La Mancha i Nawarra otrzymały autonomię.
- 17 sierpnia – w fabryce Philipsa w niemieckim Langenhagen odbyła się prezentacja płyty kompaktowej.
- 19 sierpnia – Swietłana Sawicka jako druga kobieta odbyła lot w przestrzeń kosmiczną.
- 21 sierpnia – pod nadzorem wojsk francuskich rozpoczęła się ewakuacja bojowników OWP z oblężonego przez Izraelczyków zachodniego Bejrutu.
- 22 sierpnia – w dniach 21-22 sierpnia żołnierze batalionu Atlacatl zamordowali w El Calabozo około 200 osób.
- 23 sierpnia – Baszir al-Dżumajjil został wybrany przez parlament na prezydenta Libanu.
- 29 sierpnia:
  - w Instytucie Badań Ciężkich Jonów w Darmstadt dokonano odkrycia nowego pierwiastka chemicznego; otrzymał on nazwę meitner na cześć austriackiej fizyk jądrowej Lise Meitner – była ona drugą uhonorowaną w ten sposób uczoną, po Marii Skłodowskiej-Curie.
  - odbyła się najkrótsza, zagraniczna podróż apostolska papieża Jana Pawła II do San Marino.
- 30 sierpnia – lidera OWP Jasira Arafata zmuszono do opuszczenia Libanu.
- 8 września – w Atenach, Niemka Marita Koch ustanowiła rekord świata w biegu na 400 m wynikiem 48,16 s.
- 11 września – w katastrofie amerykańskiego śmigłowca wojskowego CH-47 Chinook pod Mannheim zginęło 46 osób.
- 13 września – radziecka interwencja w Afganistanie: 105 mieszkańców wioski Padkwab-e Szana zostało spalonych żywcem przez żołnierzy radzieckich.
- 14 września – prezydent Libanu Baszir al-Dżumajjil został zamordowany przez prosyryjskiego bojówkarza.
- 15 września – Jan Paweł II przyjął na audiencji szefa OWP Jasira Arafata.
- 16 września:
  - rozpoczęła się rzeź palestyńskich uchodźców w libańskich obozach Sabra i Szatila.
  - w Rieti, Rumunka Maricica Puică ustanowiła rekord świata w biegu na 1 milę wynikiem 4.17,44 s.
- 19 września – Scott Fahlman, wykładowca Carnegie Mellon University w Pittsburghu, jako pierwszy na świecie użył emotikonów :-) oraz :-( w wysłanej przez Internet wiadomości.
- 23 września – Amin al-Dżumajjil został prezydentem Libanu.
- 25 września – dokonano oblotu samolotu szturmowego Ił-102.
- 1 października:
  - konstruktywne wotum nieufności przeprowadzone w Bundestagu głosami pozostającej „języczkiem u wagi” FDP obaliło rząd Helmuta Schmidta; kanclerzem został Helmut Kohl (lider prawicowej CDU), ministrem spraw wewnętrznych – Franz Josef Strauß, przywódca bawarskiej CSU, zaś stanowisko wicekanclerza ponownie objął szef liberałów, Hans-Dietrich Genscher.
  - wszedł do sprzedaży pierwszy odtwarzacz płyt kompaktowych Sony CDP-101.
- 3 października – Holender Johan Taks dokonał pierwszego wejścia na siedmiotysięcznik Changtse w Himalajach.
- 4 października – RFN: powstał pierwszy rząd Helmuta Kohla.
- 8 października:
  - Olof Palme został po raz drugi premierem Szwecji.
  - został przedstawiony tzw. plan Bakera mający przeciwdziałać rosnącemu zadłużeniu państw rozwijających się.
- 9 października – palestyńscy terroryści otworzyli ogień do Żydów modlących się w rzymskiej Wielkiej Synagodze. Zginęła 1 osoba, 34 zostały ranne.
- 10 października – papież Jan Paweł II kanonizował w Rzymie Maksymiliana Marię Kolbego.
- 11 października – zatopiona w 1545 roku karaka „Mary Rose”, flagowy okręt floty wojennej króla Anglii Henryka VIII, została wydobyta na powierzchnię.
- 12 października – rozpoczął pracę radziecki system nawigacji satelitarnej GLONASS.
- 13 października – na granicy brazylijsko-paragwajskiej ukończono budowę zapory wodnej Itaipu na rzece Parana.
- 22 października – premiera filmu Rambo – Pierwsza krew.
- 28 października – socjaliści wygrali wybory parlamentarne w Hiszpanii.
- 31 października – Jan Paweł II jako pierwszy papież przybył do Hiszpanii.
- 1 listopada – przedsiębiorstwo Philips wprowadziło na rynek swój pierwszy odtwarzacz płyt kompaktowych CD-100.
- 3 listopada – Afganistan: kilkuset żołnierzy radzieckich i afgańskich zginęło w tunelu Salang, w wyniku pożaru wywołanego wybuchem cysterny.
- 4 listopada – Ruud Lubbers został premierem Holandii.
- 6 listopada – Paul Biya został prezydentem Kamerunu.
- 8 listopada – ponad 90% Turków opowiedziało się za nową konstytucją, czym zgodziło się na przedłużenie o kolejne 7 lat sprawowania władzy prezydenckiej przez szefa rządu wojskowego Kenana Evrena.
- 10 listopada:
  - w wieku 75 lat zmarł przywódca Związku Radzieckiego Leonid Breżniew.
  - dokonano oblotu śmigłowca szturmowego Mi-28.
- 12 listopada – Jurij Andropow wybrany sekretarzem generalnym KPZR, po śmierci Leonida Breżniewa.
- 13 listopada:
  - NASA utraciła kontakt z lądownikiem sondy Viking 1 na Marsie.
  - Waszyngton: otwarto Vietnam Veterans Memorial.
- 20 listopada – 18 osób zostało stratowanych w wyniku wybuchu paniki na przepełnionych trybunach Stadionu im. Lenina w Chabarowsku na rosyjskim dalekim wschodzie, po meczu bandy pomiędzy SKA Chabarowsk i Zorkij Krasnogorsk.
- 25 listopada – pod zarzutem współudziału w zamachu na Jana Pawła II został aresztowany Sergej Antonow, pracownik rzymskiego przedstawicielstwa bułgarskich linii lotniczych (zwolniony w 1986 r. z braku dowodów).
- 27 listopada – Yasuhiro Nakasone został premierem Japonii.
- 28 listopada – papież Jan Paweł II ogłasza konstytucję apostolską Ut sit, powołującą do życia prałaturę personalną Opus Dei.
- 30 listopada – ukazał się Thriller – drugi solowy album Michaela Jacksona, najlepiej sprzedający się album wszech czasów.
- 1 grudnia – Felipe González został premierem Hiszpanii.
- 2 grudnia – w Centrum Medycznym w Utah odbyła się pierwsza operacja wszczepienia człowiekowi sztucznego serca. Operacja trwała 7,5 godziny i zakończyła się pomyślnie.
- 3 grudnia – w stolicy Ekwadoru Quito 2 policjantów zginęło, a 1 osoba została ranna w zamachu bombowym na ambasadę Izraela.
- 4 grudnia – Chiny: Ogólnochińskie Zgromadzenie Przedstawicieli Ludowych uchwaliło konstytucję Chińskiej Republiki Ludowej.
- 6 grudnia – Irlandzka Narodowa Armia Wyzwoleńcza (INLA) dokonała zamachu bombowego na pub w Ballykelly w Irlandii Północnej, zabijając 11 brytyjskich żołnierzy i 7 cywilów.
- 7 grudnia – w więzieniu w Huntsville w Teksasie przeprowadzono pierwszą egzekucję przy użyciu zastrzyku trucizny.
- 8 grudnia:
  - w Surinamie wojsko aresztowało 15 czołowych działaczy opozycyjnych, którzy następnie zostali rozstrzelani w Forcie Zelandia w Paramaribo.
  - rozpoczęto sprzedaż modelu Mercedes-Benz 190.
  - premiery filmów: Wybór Zofii i 48 godzin.
- 10 grudnia:
  - w Montego Bay na Jamajce podpisano Konwencja Narodów Zjednoczonych o prawie morza.
  - premiera filmu Spokojnie, to tylko awaria.
- 11 grudnia – w brytyjskim programie telewizyjnym po raz ostatni wystąpiła szwedzka grupa ABBA.
- 12 grudnia – antywojenny protest 30 000 kobiet pod brytyjską bazą wojskową w Greenham Common.
- 13 grudnia – w wyniku trzęsienia ziemi w Jemenie zginęło około 2,8 tys. osób.
- 15 grudnia – Garret FitzGerald został premierem Irlandii.
- 26 grudnia – człowiekiem Roku tygodnika Time został komputer osobisty.

## Urodzili się
- 1 stycznia – Agata Trafalska, polska wszechstronna artystka
- 3 stycznia – Kathleen Olsovsky, amerykańska siatkarka
- 4 stycznia:
  - Monika Głowińska, polska piłkarka ręczna
  - Mari Ochiai, japońska siatkarka
- 5 stycznia:
  - Monika Borowicz, polska kajakarka
  - Ansley Cargill, amerykańska tenisistka
- 6 stycznia – Gilbert Arenas, amerykański koszykarz
- 7 stycznia:
  - Karolina Koszewska, polska zawodniczka sportów walki
  - Kim Staelens, holenderska siatkarka
  - Iroda Toʻlaganova, uzbecka tenisistka
- 8 stycznia – Dan Tepfer, francusko-amerykański pianista jazzowy i kompozytor
- 9 stycznia
  - Kalina Hlimi-Pawlukiewicz, polska aktorka, scenarzystka, piosenkarka, kompozytorka, autorka tekstów
  - Katarzyna, księżna Walii
  - Henriette Richter-Röhl, niemiecka aktorka
- 10 stycznia:
  - Markéta Chlumská, czeska siatkarka
  - Áurea Cruz, portorykańska siatkarka
  - Anna Gałek, polska biathlonistka
- 11 stycznia:
  - Tony Allen, amerykański koszykarz
  - Magdalena Biejat, polska działaczka społeczna, polityk, poseł na Sejm RP
  - Uroš Mirković, serbski koszykarz
- 12 stycznia – Kinga Grzyb, polska piłkarka ręczna
- 13 stycznia – Tomislav Tomašević, chorwacki polityk, burmistrz Zagrzebia
- 14 stycznia:
  - Kamila Augustyn, polska badmintonistka
  - Caleb Followill, amerykański muzyk, wokalista i gitarzysta zespołu Kings of Leon
  - Víctor Valdés, hiszpański piłkarz
- 15 stycznia:
  - Benjamin Agosto, amerykański łyżwiarz figurowy
  - Ivana Curčić, serbska siatkarka
  - Piotr Daniluk, polski strzelec sportowy, bosman
  - Jermaine Easter, walijski piłkarz
  - Emina Jahović, serbska piosenkarka, modelka, aktorka
  - Lindsey Maguire, brytyjska wioślarka
  - Josip Pavić, chorwacki piłkarz wodny
  - Sun Xiang, chiński piłkarz
  - Jagoda Szmytka, polska kompozytorka, artystka multimedialna
  - Tajmuraz Tigijew, rosyjsko-kazachski zapaśnik
- 17 stycznia:
  - Dwyane Wade, amerykański koszykarz
  - Marija Kondratjewa, rosyjska tenisistka
- 18 stycznia:
  - Marta Leleniewska, polska dziennikarka, prezenterka telewizyjna
  - Aleksandra Przegalińska, polska filozof, futurolog
- 19 stycznia:
  - Pete Buttigieg, amerykański polityk, burmistrz South Bend
  - Jodie Sweetin, amerykańska aktorka
- 21 stycznia – Xu Jie, polska tenisistka stołowa pochodzenia chińskiego
- 22 stycznia:
  - Martin Koch, austriacki skoczek narciarski
  - Paula Pequeno, brazylijska siatkarka
  - Cecilia Villar, meksykańska lekkoatletka, tyczkarka
- 23 stycznia:
  - Jorgelina Cravero, argentyńska tenisistka
  - Maciej Klima, polski koszykarz
- 25 stycznia – Noemi, włoska piosenkarka
- 26 stycznia:
  - Ołena Chołosza, ukraińska lekkoatletka, skoczkini wzwyż
  - Chris Daniels, amerykański koszykarz
- 27 stycznia:
  - Artur Dziambor, polski polityk, przedsiębiorca, poseł na Sejm RP
  - Barbara Ertl, niemiecka biathlonistka
  - Thomas Løvold, norweski curler
- 29 stycznia:
  - Agnė Bilotaitė, litewska polityk
  - Agnieszka Kawiorska, polska aktorka
  - Adam Lambert, amerykański piosenkarz, aktor teatralny
- 30 stycznia – Małgorzata Wojtkowiak, polska florecistka
- 31 stycznia:
  - Maret Ani, estońska tenisistka
  - Biljana Gligorović, chorwacka siatkarka
  - Elena Paparizou, grecka piosenkarka
- 1 lutego:
  - Sandra Valužytė, litewska koszykarka, trenerka
  - Akseli Lajunen, fiński skoczek narciarski
  - Oksana Udmurtowa, rosyjska lekkoatletka, skoczkini w dal i trójskoczkni
- 2 lutego – Brandy Talore, amerykańska aktorka pornograficzna
- 3 lutego – Anna Puu, fińska piosenkarka
- 4 lutego:
  - Dorota Jędrusińska, polska lekkoatletka, sprinterka
  - Ivars Timermanis, łotewski koszykarz
- 5 lutego:
  - Han Yoo-mi, południowokoreańska siatkarka
  - Marc Kennedy, kanadyjski curler
  - Jennifer Suhr, amerykańska lekkoatletka, tyczkarka
- 6 lutego
  - Djene Barry, gwinejska pływaczka
  - Alice Eve, brytyjska aktorka
- 7 lutego – Nihan Güneyligil, turecka siatkarka
- 8 lutego – Piotr Banasik, polski pianista
- 9 lutego
  - Delphyne Peretto, francuska biathlonistka
  - Ami Suzuki, japońska piosenkarka
- 10 lutego – Marcin Duszek, polski samorządowiec, polityk, poseł na Sejm RP
- 11 lutego – Neil Robertson, australijski snookerzysta
- 12 lutego:
  - Julius Aghahowa, nigeryjski piłkarz
  - Engin Eroglu, niemiecki samorządowiec, polityk pochodzenia tureckiego
  - Markus Feulner, niemiecki piłkarz
  - Harez Habib, afgański piłkarz
  - Jill de Jong, holenderska modelka
  - Bojan Jorgačević, serbski piłkarz, bramkarz
  - Nienke Kingma, holenderska wioślarka
  - Dániel Kiss, węgierski lekkoatleta, płotkarz
- 16 lutego:
  - Radosław Fogiel, polski polityk i samorządowiec, poseł na Sejm RP
  - María Paz Ausín, chilijska lekkoatletka, tyczkarka
- 17 lutego:
  - Brooke D’Orsay, kanadyjska aktorka
  - Irena Więckowska, polska szablistka
  - Marta Wójcik, polska siatkarka
- 22 lutego – Jenna Haze, amerykańska aktorka pornograficzna
- 23 lutego
  - Anna Chapman, rosyjska agentka wywiadu
  - Anna-Maria Galojan, estońska polityk i politolog
- 24 lutego:
  - Ołeksij Onufrijew, ukraiński koszykarz
  - Natalia Bamber-Laskowska, polska siatkarka
  - Klára Koukalová, czeska tenisistka
- 25 lutego:
  - Agnieszka Makowska, polska koszykarka
  - Bert McCracken, wokalista zespołu The Used
  - Flavia Pennetta, włoska tenisistka
- 26 lutego:
  - Aneta Florczyk, polska strongwoman, działaczka samorządowa
  - Li Na, chińska tenisistka
  - Ute Niziak, niemiecka biathlonistka
  - Mario Austin, amerykański koszykarz
- 27 lutego – Aleksandra Taistra, polska wspinaczka sportowa
- 28 lutego:
  - Jelena Slesarienko, rosyjska lekkoatletka, skoczkini wzwyż
  - Dominika Stelmach, polska lekkoatletka, biegaczka
  - Natalja Wodianowa, rosyjska modelka, aktorka
  - Rachel Yang Bingjie, singapurska lekkoatletka, tyczkarka
- 1 marca – Danuta Dmowska-Andrzejuk, polska szpadzistka
- 2 marca:
  - Kathy Radzuweit, niemiecka siatkarka
  - Anna Witczak, polska siatkarka
- 3 marca:
  - Jessica Biel, amerykańska aktorka
  - Aida Nikołajczuk, ukraińska piosenkarka
  - Bartosz Obuchowicz, polski aktor
  - Aleksandra Ruda, ukraińska pisarka
- 4 marca:
  - Joanna Górzyńska-Szymczak, polska koszykarka
  - Landon Donovan, amerykański piłkarz
  - Piotr Bajtlik, polski aktor
- 5 marca:
  - Russell Leetch, brytyjski basista, członek zespołu Editors[4][5]
- 8 marca:
  - Erik Ersberg, szwedzki hokeista, bramkarz
  - Marjorie Estiano, brazylijska aktorka i piosenkarka
  - David Lee, amerykański siatkarz
  - Kat Von D, amerykańska tatuażystka i osobowość telewizyjna
- 9 marca:
  - Mirjana Lučić-Baroni, chorwacka tenisistka
  - Jakub Tolak, polski aktor
  - Aleksiej Naumenko, białoruski artysta, malarz, witrażysta
- 10 marca – Uli Basler, niemiecki skoczek narciarski
- 11 marca:
  - Thora Birch, amerykańska tenisistka
  - Marta Łukaszewska, polska siatkarka
- 12 marca:
  - Samm Levine, amerykański aktor
  - Ilja Nikulin, rosyjski hokeista
  - Hisato Satō, japoński piłkarz
  - Rafał Szombierski, polski żużlowiec
  - Grzegorz Witkowski, polski polityk, podsekretarz stanu w Ministerstwie Gospodarki Morskiej i Żeglugi Śródlądowej
- 14 marca – Érika de Souza, brazylijska koszykarka
- 16 marca
  - Adriana Muñoz, kubańska lekkoatletka, biegaczka
  - Sebastian Pawluś, polski piłkarz ręczny
  - Dian Sastrowardoyo, indonezyjska aktorka, modelka
  - Łukasz Wilczek, polski hokeista
- 17 marca:
  - Duarte Cardoso Pinto, portugalski rugbysta
  - Magdalena Sadłecka, polska kolarka górska
- 18 marca:
  - Tatjana Arntgolc, rosyjska aktorka
  - Marques Green, amerykański koszykarz
- 20 marca:
  - Tomasz Kuszczak, polski piłkarz
  - Afroditi Skafida, grecka lekkoatletka, tyczkarka
  - Lucy Wicks, brytyjska siatkarka
- 21 marca:
  - Katarzyna Rezler, polska koszykarka
  - Maria Elena Camerin, włoska tenisistka
  - Ejegayehu Dibaba, etiopska lekkoatletka, biegaczka długodystansowa
  - Aaron Hill, amerykański baseballista
  - Klete Keller, amerykański pływak
  - Christoffer Svae, norweski curler
  - Anthar Yahia, algierski piłkarz
- 22 marca – Robert M, polski producent muzyczny
- 23 marca:
  - Sinthaweechai Hathairattanakool, tajski piłkarz, bramkarz
  - Anna Rybaczewski, francuska siatkarka
  - Anna Siarkowska, polska politolog, polityk, poseł na Sejm RP
  - Djibril Sidibé, malijski piłkarz
  - Agnieszka Szott-Hejmej, polska koszykarka
- 24 marca:
  - Monika Myszk, polska wioślarka
  - Ai Ōtomo, japońska siatkarka
- 25 marca:
  - Sean Faris, amerykański aktor
  - Nadine Krause, niemiecka piłkarka ręczna
  - Danica Patrick, amerykańska zawodniczka wyścigów samochodowych
- 26 marca – Simas Jasaitis, litewski koszykarz
- 27 marca
  - Ewa Grzesik, polska lekkoatletka, biegaczka długodystansowa
  - Alison Knowles, brytyjska wioślarka
- 29 marca:
  - Jay Brannan, amerykański wokalista, autor tekstów, aktor
  - Eddie Chambers, amerykański bokser
- 30 marca:
  - Christopher Del Bosco, kanadyjski narciarz dowolny pochodzenia amerykańskiego
  - Jason Dohring, amerykański aktor
  - Aleksandra Shelton, polska szablistka
  - Jiří Lipták, czeski strzelec sportowy
- 31 marca:
  - Jay Khan, brytyjski wokalista pochodzenia pakistańskiego, członek zespołu US5
  - Agnieszka Maciąg, polska lekkoatletka, młociarka
  - David Poisson, francuski narciarz alpejski
- 1 kwietnia:
  - Stefan Pieper, niemiecki skoczek narciarski
  - Łukasz Smółka, polski samorządowiec, wicemarszałek województwa małopolskiego
- 3 kwietnia:
  - Sofia Boutella, francuska tancerka, modelka, aktorka
  - Cobie Smulders, kanadyjska aktorka
- 4 kwietnia – Kalina Szteyn, polska lekkoatletka, biegaczka długodystansowa
- 5 kwietnia:
  - Hayley Atwell, brytyjska aktorka
  - Lacey Duvalle, amerykańska aktorka pornograficzna
  - Inna Koczubej, ukraińska koszykarka, trenerka
  - Tatjana Piurowa, kazachska siatkarka
- 6 kwietnia – Joanna Kamińska, polska lekkoatletka, biegaczka długodystansowa
- 7 kwietnia:
  - Nela Kuburović, serbska prawnik, polityk
  - Agata Mróz-Olszewska, polska siatkarka (zm. 2008)
  - Alina Pușcău, rumuńska modelka, aktorka i piosenkarka
- 8 kwietnia:
  - Shamha Ahmed, malediwska lekkoatletka, biegaczka
  - Iulia Curea, rumuńska piłkarka ręczna
  - Juana Viale, argentyńska aktorka
- 9 kwietnia:
  - Fabiana Beltrame, brazylijska wioślarka
  - Róża Kasprzak, polska lekkoatletka, tyczkarka
- 10 kwietnia:
  - Stephanie Gehrlein, niemiecka tenisistka
  - Chyler Leigh, amerykańska aktorka
- 11 kwietnia:
  - Seraina Boner, szwajcarska biegaczka narciarska
  - Angel Dark, słowacka aktorka pornograficzna
  - Róbert Zsolnai, węgierski piłkarz
- 12 kwietnia:
  - Fuad „Deen” Backović, bośniacki piosenkarz, reprezentant Bośni i Hercegowiny podczas 49. Konkursu Piosenki Eurowizji:
  - Dominika Biernat, polska aktorka
  - Anna Siwkowa, rosyjska szpadzistka
- 13 kwietnia – Jelena Nikolić, serbska siatkarka
- 14 kwietnia:
  - Gonçalo Foro, portugalski rugbysta
  - Tera Wray, amerykańska aktorka pornograficzna
- 15 kwietnia – Christina Wheeler, australijska tenisistka
- 17 kwietnia – Agnieszka Karpiesiuk, polska lekkoatletka, sprinterka i płotkarka
- 19 kwietnia:
  - Grzegorz Śliwka, polski skoczek narciarski
  - Aneta Zając, polska aktorka
- 20 kwietnia:
  - Krzysztof Urbański, polski saksofonista jazzowy, kompozytor
  - Jānis Blūms, łotewski koszykarz
- 22 kwietnia
  - Kaká, brazylijski piłkarz
  - Anna Helena Szymborska, polska ilustratorka
- 23 kwietnia – Alice Jung, amerykańska kolarka BMX
- 24 kwietnia:
  - Kelly Clarkson, amerykańska piosenkarka, autorka tekstów piosenek, aktorka
  - Nicole Davis, amerykańska siatkarka
  - Amber Peterson, kanadyjska narciarka
- 28 kwietnia:
  - Renia Gosławska, polska aktorka musicalowa
  - Chris Kaman, amerykański koszykarz
  - Jolanta Ogar-Hill, polska żeglarka sportowa
- 29 kwietnia:
  - Kinga Baran, polska siatkarka
  - Raasin McIntosh, liberyjska lekkoatletka, płotkarka
- 30 kwietnia:
  - Christian Bruder, niemiecki skoczek narciarski
  - Kirsten Dunst, amerykańska aktorka
  - Magdalena Stanny, polska lekkoatletka, biegaczka
  - Ivana Zburová, słowacka siatkarka
- 2 maja:
  - Chiara Gensini, włoska aktorka
  - Kevin Hamilton, amerykańsko-portorykański koszykarz
- 3 maja
  - Rebecca Hall, brytyjska aktorka
  - Katarzyna Maciąg, polska aktorka
- 4 maja – Iwona Kandora, polska siatkarka
- 5 maja:
  - Przemysław Kaźmierczak, polski piłkarz
  - Teresa Portela, hiszpańska kajakarka
  - Agnieszka Wrona, polska lekkoatletka, tyczkarka
- 7 maja – Matt Gaetz, amerykański polityk, kongresman ze stanu Floryda
- 9 maja:
  - Juliana Costa, brazylijska siatkarka
  - Lindsay Whalen, amerykańska koszykarka
- 10 maja:
  - Katarzyna Dłużyk, polska koszykarka
  - Aneta Bruzgul, polska koszykarka
  - Dirty Harry, brytyjska wokalistka i kompozytorka
  - Christijana Kolewa, bułgarska siatkarka
  - David Wilkinson, irlandzki sędzia rugby union
- 11 maja:
  - Justyna Bartoszewicz, polska aktorka
  - Alana Beard, amerykańska koszykarka
  - Agnieszka Majewska, polska koszykarka
  - Sylwia Marczuk, polska piłkarka ręczna
  - Leonarda Prażmowska, polska lekkoatletka, skoczkini wzwyż
- 12 maja:
  - Natalja Kulikowa, rosyjska siatkarka
  - Anastasija Rodionowa, australijska tenisistka
  - Ivana Stolić, serbska siatkarka
- 14 maja
  - Zofia Małachowska, polska lekkoatletka, płotkarka
  - Ai Shibata, japońska pływaczka
- 15 maja:
  - Alexandra Breckenridge, amerykańska aktorka
  - Anna Floris, włoska tenisistka
  - Jessica Sutta, członkini zespołu The Pussycat Dolls, polskiego pochodzenia
- 17 maja:
  - Iwona Węgrowska, polska piosenkarka
  - Tony Parker, francuski koszykarz
- 18 maja:
  - Katlego Mashego, południowoafrykański piłkarz
  - Piotr Napierała, polski publicysta, historyk
  - Marie-Ève Pelletier, kanadyjska tenisistka
- 19 maja:
  - Rachel Laybourne, brytyjska siatkarka
  - Hiroki Yamada (jap. 山田大起), japoński skoczek narciarski
- 20 maja - Krzysztof Klęczar, polski samorządowiec, burmistrz Kęt, wojewoda małopolski
- 21 maja – Maʻa Nonu, nowozelandzki rugbysta
- 22 maja – Wiktorija Walukiewicz, rosyjska lekkoatletka, trójskoczkini
- 23 maja:
  - Mia Buric, niemiecka tenisistka
  - Pelin Çelik, turecka siatkarka
  - Malene Mortensen, duńska piosenkarka jazzowo-popowa, reprezentantka Danii podczas 47. Konkursu Piosenki Eurowizji
- 24 maja - Marga Prohens, hiszpańska polityk, prezydent Balearów
- 25 maja:
  - Roger Guerreiro, polski piłkarz pochodzenia brazylijskiego
  - Irina Simagina, rosyjska lekkoatletka, skoczkini w dal
- 26 maja:
  - Monique Alexander, amerykańska aktorka pornograficzna
  - Tomoaki Maeno, japoński seiyū
- 27 maja - Karol Ożóg, polski geodeta, samorządowiec, wicemarszałek województwa podkarpackiego
- 28 maja
  - Oczirbatyn Burmaa, mongolska zapaśniczka
  - Iwona Matkowska, polska zapaśniczka
- 29 maja:
  - Ana Beatriz Barros, brazylijska modelka
  - Natala Dobrynśka, ukraińska lekkoatletka, wieloboistka
  - Sandra-Hélèna Tavares, portugalska lekkoatletka, tyczkarka
- 30 maja:
  - Alina Alló, argentyńska lekkoatletka, tyczkarka
  - Eddie Griffin, amerykański koszykarz (zm. 2007)
  - Mariola Konowalska, polska lekkoatletka, biegaczka długodystansowa
  - Saulius Kuzminskas, litewski koszykarz
- 31 maja – Piotr Ligienza, polski aktor
- 1 czerwca – Justine Henin, belgijska tenisistka
- 3 czerwca:
  - Jelena Isinbajewa (ros. Елена Гаджиевна Исинбаева), rosyjska tyczkarka
  - Paweł Kobyliński, polski polityk, menedżer, poseł na Sejm RP
  - Frederica Piedade, portugalska tenisistka
  - Katarzyna Wąsowska, polska siatkarka
- 4 czerwca:
  - Elisa Cella, włoska siatkarka
  - Paulina Rytwińska, polska piłkarka
- 5 czerwca – Roxy Jezel, brytyjska aktorka pornograficzna
- 6 czerwca – Uku Suviste, estoński piosenkarz
- 8 czerwca – Nadieżda Pietrowa, rosyjska tenisistka
- 9 czerwca:
  - Mamuka Bachtadze, gruziński polityk, premier Gruzji
  - Roslinda Samsu, malezyjska lekkoatletka, tyczkarka
- 10 czerwca
  - Tara Lipinski, amerykańska łyżwiarka figurowa pochodzenia polskiego
  - Karolina Wiśniewska, polska piłkarka
- 11 czerwca:
  - Mirela Bareš, chorwacka siatkarka
  - Vanessa Boslak, francuska lekkoatletka, tyczkarka
  - Tomas Delininkaitis, litewski koszykarz
  - Diana Taurasi, amerykańska koszykarka
- 12 czerwca – Marko Popović, bosniacki koszykarz
- 13 czerwca – Krzysztof Bosak, polski polityk
- 13 czerwca – Ag Apolloni, kosowski pisarz, poeta, filozof i filolog
- 16 czerwca:
  - Eric Carlsén, szwedzki curler
  - Łukasz Załuska, polski piłkarz
- 17 czerwca – Stanislava Hrozenská, słowacka tenisistka
- 18 czerwca
  - Agnieszka Głowacka, polska aktorka
  - Tusi Pisi, samoański rugbysta
- 21 czerwca:
  - Roman Adamow (ros. Роман Станиславович Адамов), rosyjski piłkarz
  - Łukasz Porycki, polski samorządowiec, wicemarszałek województwa lubuskiego
  - Wilhelm, książę Walii
- 22 czerwca
  - Mati Diop, francusko-senegalska aktorka, reżyserka, scenarzystka i operatorka filmowa
  - Nicole Powell, amerykańska koszykarka
  - Asol Sliwiec, białoruska narciarka dowolna
- 23 czerwca – Martin Rolinski, szwedzki piosenkarz
- 24 czerwca:
  - Jakub Ćwiek, polski autor fantastyki
  - Joanna Kulig, polska aktorka
- 25 czerwca – Duarte Figueiredo, portugalski rugbysta
- 26 czerwca – Zuzana Kučová, słowacka tenisistka
- 27 czerwca:
  - Pablo Azar, meksykański aktor telewizyjny
  - Hanna Strzałkowska, polska piłkarka ręczna
- 29 czerwca – Kelsie Hendry, kanadyjska lekkoatletka, tyczkarka
- 1 lipca:
  - Dominika Mieszkowska, polska koszykarka
  - Olga Ativi, łotewska siatkarka
  - Odirlei Pessoni, brazylijski bobsleista, olimpijczyk (zm. 2021)
  - Joanna Skowrońska, polska gimnastyczka
  - Tomoko Yonemura, japońska tenisistka
  - Marieta Żukowska, polska aktorka
- 3 lipca:
  - Aleksandra Avramović, serbska siatkarka
  - Mariola Zenik, polska siatkarka
- 4 lipca – Hannah Harper, brytyjska aktorka pornograficzna
- 5 lipca – Junri Namigata, japońska tenisistka
- 6 lipca – Magdalena Młot, polska piłkarka ręczna
- 7 lipca:
  - Natalija Fokina-Semenowa (ukr. Наталія Фокіна-Семенова), ukraińska dyskobolka
  - Eva Notty, amerykańska aktorka pornograficzna
- 8 lipca:
  - Hakim Warrick, amerykański koszykarz
  - Ieva Kubliņa, łotewska koszykarka
- 10 lipca:
  - Adrianna Borek, polska artystka kabaretowa
  - Sebastian Mila, polski piłkarz
- 12 lipca – Tara Kirk, amerykańska pływaczka
- 13 lipca – Grzegorz Puda, polski polityk, poseł na Sejm, sekretarz stanu w Ministerstwie Inwestycji i Rozwoju
- 16 lipca – André Greipel, niemiecki kolarz szosowy
- 17 lipca – René Herms, niemiecki lekkoatleta, sprinter (zm. 2009)
- 18 lipca:
  - Marcin Mroczek, polski aktor
  - Rafał Mroczek, polski aktor
- 19 lipca:
  - Jared Padalecki, amerykański aktor
  - Roneeka Hodges, amerykańska koszykarka
- 20 lipca:
  - Ayanna Alexander, lekkoatletka z Trynidadu i Tobago, trójskoczkini
  - Marcin Głowiński, polski duchowny rzymskokatolicki, rektor Arcybiskupiego Seminarium Duchownego w Poznaniu
- 22 lipca:
  - Anna Cziczerowa, rosyjska lekkoatletka, skoczkini wzwyż
  - Anton Kaliniczenko (ros. Антон Евгеньевич Калиниченко), rosyjski skoczek narciarski
  - Charlotte Karlsson, szwedzka lekkoatletka, tyczkarka
  - Barbara Stępniak, polska kick-boxerka
- 24 lipca
  - Anna Paquin, nowozelandzka aktorka pochodzenia kanadyjskiego
  - Chester Simmons, amerykański koszykarz
- 25 lipca:
  - Krzysztof Mazur, polski politolog, wiceminister
  - Brad Renfro, amerykański aktor (zm. 2008)
  - Marko Brkić, serbski koszykarz
- 26 lipca – Aleksandra Kiriaszowa, rosyjska lekkoatletka, tyczkarka
- 27 lipca:
  - Monika Czypiruk-Solarewicz, polska siatkarka
  - Amanda Smock, amerykańska lekkoatletka, trójskoczkini
- 28 lipca – Maria Rendin, szwedzka lekkoatletka, tyczkarka
- 29 lipca
  - Pero Antiḱ, macedoński koszykarz
  - Allison Mack, amerykańska aktorka
- 31 lipca – Anabel Medina Garrigues, hiszpańska tenisistka
- 2 sierpnia – Hélder Postiga, portugalski piłkarz
- 3 sierpnia – Wołodymyr Boszczuk (ukr. Володимир Миколайович Бощук), ukraiński skoczek narciarski
- 4 sierpnia:
  - Anna Małgorzata Czarnecka, polska lekarz, biolog, profesor nauk medycznych
  - Juliette Haigh, nowozelandzka wioślarka
  - Magdalena Radwan, polska koszykarka
- 5 sierpnia – Liron Cohen, izraelska koszykarka
- 6 sierpnia
  - Romola Garai, brytyjska aktorka pochodzenia żydowskiego
  - Jana Jacková, czeska szachistka
- 7 sierpnia
  - Abbie Cornish, australijska tenisistka
  - Agata Załęcka, polska aktorka, artystka kabaretowa
- 8 sierpnia:
  - Martyna Krawczyk, polska pływaczka
  - Yūta Watase (jap. 渡瀬雄太), japoński skoczek narciarski
- 9 sierpnia – Joel Anthony, kanadyjski koszykarz
- 10 sierpnia – Devon Aoki, amerykańsko-japońska modelka, aktorka
- 11 sierpnia – Gerhard Hofer, austriacki skoczek narciarski
- 12 sierpnia – María José Martínez Sánchez, hiszpańska tenisistka
- 13 sierpnia – Robert Nowicki, polski historyk i polityk, wiceminister
- 14 sierpnia – Laura Abalo, argentyńska wioślarka
- 15 sierpnia:
  - Rory Best, irlandzki rugbysta
  - Emilia Tłumak, polska koszykarka
- 16 sierpnia:
  - Keri Herman, amerykańska narciarka dowolna
  - Julia Schruff, niemiecka tenisistka
  - Lubow Wołosowa, rosyjska zapaśniczka
- 19 sierpnia:
  - Erika Christensen, amerykańska aktorka
  - Snežana Rodić, słoweńska lekkoatletka, trójskoczkini
- 20 sierpnia:
  - Arisa, włoska piosenkarka, autorka tekstów, kompozytorka, aktorka
  - Mariusz Gosek, polski polityk, samorządowiec, poseł na Sejm RP
- 23 sierpnia – Natalie Coughlin, amerykańska pływaczka
- 24 sierpnia – Anders Bardal, norweski skoczek narciarski
- 25 sierpnia – Primož Pikl, słoweński skoczek narciarski
- 26 sierpnia – Anna Szorina, rosyjska pływaczka synchroniczna
- 27 sierpnia – Bergüzar Korel, turecka aktorka i modelka
- 28 sierpnia – Anna Kaczyńska, polska zawodniczka karate
- 29 sierpnia:
  - Marina Aleksandrowa, rosyjska aktorka
  - Carlos Delfino, argentyński koszykarz
- 30 sierpnia:
  - Alina Alexandra Dumitru, rumuńska judoczka
  - Bianka Lamade, niemiecka tenisistka
  - Vukašin Poleksić, czarnogórski piłkarz
  - Andy Roddick, amerykański tenisista
- 1 września:
  - Jeffrey Buttle, kanadyjski łyżwiarz figurowy
  - Ryan Gomes, amerykański koszykarz
- 2 września:
  - Anna Baranowska, polska aktorka i prezenterka
  - Joey Barton, angielski piłkarz
  - Johannes Bitter, niemiecki piłkarz ręczny, bramkarz
  - Ágnes Boczkó-Hornyák, węgierska piłkarka ręczna
  - Hugo Droguett, chilijski piłkarz
- 3 września:
  - Timo Achenbach, niemiecki piłkarz
  - Anja Althaus, niemiecka piłkarka ręczna
  - Sarah Burke, kanadyjska narciarka dowolna (zm. 2012)
  - Koen van de Laak, holenderski piłkarz
- 4 września:
  - Marcin Bachleda, polski skoczek narciarski
  - Lorenzo Balducci, włoski aktor
  - Lou Doillon, francuska aktorka, piosenkarka, modelka
  - Hildur Guðnadóttir, islandzka kompozytorka, wiolonczelistka
  - Mark Lewis-Francis, brytyjski lekkoatleta, sprinter
  - Kerrie Meares, australijska kolarka torowa
- 6 września:
  - Stéphane Dumont, francuski piłkarz
  - Virginie Faivre, szwajcarska narciarka dowolna
  - Marisa Fernández, hiszpańska siatkarka
  - Temeka Johnson, amerykańska koszykarka
  - Marcin Masecki, polski pianista
  - Hans Petrat, niemiecki skoczek narciarski
- 7 września:
  - Marcin Marciniszyn, polski lekkoatleta, sprinter
  - Emese Szász, węgierska szpadzistka
  - Paweł Zmarlak, polski koszykarz
- 8 września – Marian Cozma, rumuński piłkarz ręczny (zm. 2009)
- 9 września:
  - Wélissa Gonzaga, brazylijska siatkarka
  - Christoph Kreuzer, reprezentant Holandii w skokach narciarskich, austriackiego pochodzenia
  - Ai Ōtsuka, japońska piosenkarka, kompozytorka
- 10 września:
  - Marija Filipowa, bułgarska siatkarka
  - Katarzyna Galica, polska siatkarka
  - Łukasz Kohut, polski politolog, polityk, eurodeputowany
  - Staffan Kronwall, szwedzki hokeista
  - Naldo, brazylijski piłkarz
- 11 września:
  - Elvan Abeylegesse, turecka lekkoatletka, biegaczka długodystansowa pochodzenia etiopskiego
  - Swiatłana Cichanouska, białoruska polityk
  - Yelena Parxomenko, azerska siatkarka
  - Lieuwe Westra, holenderski kolarz szosowy
  - Tatsurō Yoshino, japoński lekkoatleta, sprinter
- 13 września:
  - Marina Aitowa, kazachska lekkoatletka, skoczkini wzwyż
  - Soraya Arnelas, hiszpańska piosenkarka
  - Tanguy Barro, burkiński piłkarz
  - Ara Chaczatrian, ormiański sztangista
  - Maciej Fortuna, polski trębacz, kompozytor jazzowy, producent muzyczny
  - Hilário Nenê, brazylijski koszykarz
  - Michał Wiraszko, polski gitarzysta, wokalista, członek zespołu Muchy
- 14 września:
  - Sunrise Adams, amerykańska aktorka filmów porno
  - Piotr Moczydłowski, polski karateka
  - Petr Průcha, czeski hokeista
  - Kristen Renton, amerykańska aktorka
  - Mikołaj Szymyślik, polski piłkarz ręczny
- 15 września:
  - Daniela Číkošová, słowacka koszykarka
  - Konrad Gołoś, polski piłkarz
  - Per Nilsson, szwedzki piłkarz
  - Marcin Pilarski, polski judoka
  - Ahmed Raouf, egipski piłkarz
  - Shayne Reese, australijska pływaczka
- 19 września:
  - Eleni Daniilidou, grecka tenisistka
  - Eduardo dos Reis Carvalho, portugalski piłkarz, bramkarz
  - Columbus Short, amerykański aktor, choreograf
  - Skepta, brytyjski raper
- 20 września:
  - Mathew Belcher, australijski żeglarz sportowy
  - Szymon Jachimek, polski aktor kabaretowy
  - Gülcan Kamps, niemiecka prezenterka telewizyjna, piosenkarka pochodzenia tureckiego
  - Annu Mäkelä, fińska lekkoatletka, tyczkarka
  - Inna Osypenko-Radomska, ukraińska kajakarka
  - Kenia Sánchez, kubańska lekkoatletka, tyczkarka
- 21 września – Waldemar Buda, polski polityk i prawnik, poseł na Sejm RP, sekretarz stanu w Ministerstwie Inwestycji i Rozwoju
- 22 września:
  - Francis Hegerty, australijski wioślarz
  - Kōsuke Kitajima, japoński pływak
  - Maarten Stekelenburg, holenderski piłkarz, bramkarz
- 23 września:
  - Eduardo Costa, brazylijski piłkarz
  - Maciej Górski, polski samorządowiec, polityk, poseł na Sejm RP
  - Shyla Stylez, kanadyjska aktorka pornograficzna
  - Alyssa Sutherland, australijska modelka
  - Gill Swerts, belgijski piłkarz
- 25 września:
  - Daniel Chylaszek, polski piłkarz
  - Maess, polska rysowniczka
  - Elio Rojas, dominikański bokser
  - Irina Zajcewa, kazachska siatkarka
- 26 września:
  - Michał Bartler, polski pilot samolotowy
  - Linn Githmark, norweska curlerka
  - Eldar Hasanow, ukraiński szachista
  - Axel Hirsoux, belgijski piosenkarz
  - Daniela Reimer, niemiecka wioślarka
- 27 września:
  - Anna Camp, amerykańska aktorka
  - Thomas Kelati, amerykański koszykarz
  - Gábor Kis, węgierski piłkarz wodny
  - Lucas Martin Matthysse, argentyński bokser
  - Jon McLaughlin, amerykański piosenkarz
  - Markus Rosenberg, szwedzki piłkarz
  - Lil Wayne, amerykański raper, aktor
  - Tan White, amerykańska koszykarka
- 28 września:
  - Robert Maciaszek, polski prawnik, polityk i samorządowiec, poseł na Sejm RP, burmistrz Chrzanowa
  - Emeka Okafor, amerykański koszykarz
- 29 września:
  - Rasul Bokijew, tadżycki judoka
  - Aleksandra Jakubczak, polska lekkoatletka, biegaczka długodystansowa
  - Ariana Jollee, amerykańska aktorka pornograficzna
  - Ewelina Stanczewska, polska judoczka
  - Amy Williams, brytyjska skeletonistka
- 30 września:
  - Takesure Chinyama, zimbabwejski piłkarz
  - Kieran Culkin, amerykański aktor
  - Matthias Flach, niemiecki wioślarz
  - Ola Jordan, polsko-brytyjska tancerka i modelka
  - Tory Lane, amerykańska aktorka pornograficzna
  - Adam Skulte, polski judoka
- 1 października:
  - Haruna Babangida, nigeryjski piłkarz
  - Louise Svalastog, duńska piłkarka ręczna
  - Sheena Tosta, amerykańska lekkoatletka, płotkarka
  - Zhang Liangliang, chiński florecista
- 2 października:
  - Tyson Chandler, amerykański koszykarz
  - Nasir El Kasmi, marokański piłkarz
  - Amber Lee Ettinger, amerykańska aktorka, modelka
  - Sati Kazanowa, rosyjska piosenkarka
  - Esra Kırıcı, turecka siatkarka
  - Stephen Pearson, szkocki piłkarz
- 3 października:
  - Erik von Detten, amerykański aktor
  - Viviana Dominkó, argentyńska siatkarka
  - Giselle Itié, brazylijska aktorka
  - Dennis Koehoorn, holenderski didżej, producent muzyczny
  - Emma Pooley, brytyjska kolarka szosowa
  - Melanie Robillard, kanadyjsko-niemiecka curlerka
  - Małgorzata Zadura, polska lekkoatletka, młociarka
- 4 października:
  - Omer Golan, izraelski piłkarz
  - Ilhan Omar, amerykańska polityk, kongreswoman ze stanu Minnesota
  - Jered Weaver, amerykański baseballista
- 5 października:
  - Thierno Bah, gwinejski piłkarz
  - Saori Yoshida, japońska zapaśniczka
  - Zhang Yining, chińska tenisistka stołowa
- 6 października:
  - Michael Arden, amerykański aktor
  - Lewon Aronian, ormiański i niemiecki szachosista
  - Aleksandar Ćapin, słoweński koszykarz
  - Michael Frater, jamajski lekkoatleta, sprinter
  - Daniel Niculae, rumuński piłkarz
  - Olesia Zabara, rosyjska lekkoatletka, trójskoczkini
- 7 października:
  - Katarzyna Cichopek, polska aktorka niezawodowa, tancerka, prezenterka telewizyjna
  - Jermain Defoe, angielski piłkarz
  - Aneta Kowalska, polska łyżwiarka figurowa
  - Li Yundi, chiński pianista
  - Paweł Piwko, polski piłkarz ręczny
- 8 października:
  - Rienat Gafurow, rosyjski żużlowiec pochodzenia tatarskiego
  - Jost Schömann-Finck, niemiecki wioślarz
  - Annemiek van Vleuten, holenderska kolarka szosowa i torowa
- 9 października:
  - Teresa Dobija, polska lekkoatletka, skoczkini w dal
  - Colin Donnell, amerykański aktor
  - Łukasz Dziedzic, polski wokalista, aktor musicalowy
  - Fahid Ben Khalfallah, tunezyjski piłkarz
  - Modeste M’Bami, kameruński piłkarz
  - António Mendonça, angolski piłkarz
- 10 października:
  - Aušra Bimbaitė, litewska koszykarka
  - David Cal, hiszpański kajakarz, kanadyjkarz
  - Tatjana Firowa, rosyjska sprinterka
  - Hideki Mutō, japoński kierowca wyścigowy
  - Sarah Semeraro, włoska lekkoatletka, tyczkarka
  - Dan Stevens, amerykański aktor
- 11 października:
  - Gérald Darmanin, francuski prawnik, samorządowiec, polityk
  - Jenny Keni, lekkoatletka z Wysp Salomona, sprinterka
  - Martin Kryštof, czeski siatkarz
  - Caroline Lind, amerykańska wioślarka
  - Martina Müller, niemiecka tenisistka
  - Mauricio Victorino, urugwajski piłkarz
  - Matthias Witthaus, niemiecki hokeista na trawie
  - Shinsuke Yamanaka, japoński bokser
- 13 października:
  - Małgorzata Kruza, polska judoczka
  - Zbigniew Kubalańca, polski samorządowiec, wicemarszałek województwa opolskiego
  - Ian Thorpe, australijski pływak
- 15 października:
  - Saif Saaeed Shaheen, katarski lekkoatleta, długodystansowiec pochodzenia kenijskiego
  - Nathalie Viérin, włoska tenisistka
- 16 października:
  - Alan Anderson, amerykański koszykarz
  - Ildar Fatkullin, rosyjski skoczek narciarski
  - Patricia Hall, jamajska lekkoatletka, sprinterka
  - Igor Jovović, czarnogórski trener koszykówki
  - Raven Klaasen, południowoafrykański tenisista
  - Frédéric Michalak, francuski rugbysta pochodzenia polskiego
  - Mari Paz Mosanga Motanga, lekkoatletka z Gwinei Równikowej, sprinterka
  - Małgorzata Sobieraj, polska łuczniczka
- 17 października:
  - Paweł Ciołkosz, polski aktor
  - Marion Rolland, francuska narciarka alpejska
  - Anna Tunnicliffe, amerykańska żeglarka sportowa
- 18 października:
  - Thierry Amiel, francuski piosenkarz
  - Marta Kisiel, polska pisarka fantasy
  - Switłana Łoboda, ukraińska piosenkarka
  - Magdalena Turczeniewicz, polska aktorka
  - Maksim Wylegżanin, rosyjski biegacz narciarski
- 19 października:
  - Gillian Jacobs, amerykańska aktorka
  - Chantal Groot, holenderska pływaczka
  - Dragana Marinković, chorwacka siatkarka
  - Andreas Matt, austriacki narciarz dowolny
  - Gonzalo Pineda, meksykański piłkarz
- 21 października:
  - Kajrat Äszyrbekow, kazachski piłkarz
  - Agnieszka Bibrzycka, polska koszykarka
  - Matt Dallas, amerykański aktor
  - Kaori Inoue, japońska siatkarka
  - Katarzyna Jurkiewicz, polska szachistka
  - Václav Kopáček, czeski siatkarz
  - Lee Chong Wei, malezyjska badmintonistka pochodzenia chińskiego
  - Iñigo Ros, hiszpański piłkarz
  - James White, amerykański koszykarz
- 22 października:
  - Melinda Czink, węgierska tenisistka
  - Kumiko Iijima, japońska tenisistka
  - Serhij Kapełuś, ukraiński siatkarz
  - Ołeksandr Kuczer, ukraiński piłkarz
  - Mark Renshaw, australijski kolarz szosowy
  - Aleksander Szwed, polski samorządowiec, polityk, senator RP
- 23 października:
  - Ana Dulce Félix, portugalska lekkoatletka, biegaczka długodystansowa
  - Miguel Lloyd, dominikański piłkarz
  - Kristjan Kangur, estoński koszykarz
- 24 października:
  - Abimana Aryasatya, indonezyjski aktor
  - Irakli Garibaszwili, gruziński polityk, premier Gruzji
  - Fairuz Fauzy, malezyjski kierowca wyścigowy
  - Marta Malikowska, polska aktorka
  - Víctor Moya, kubański lekkoatleta, skoczek wzwyż
  - Michał Połuboczek, polski polityk i przedsiębiorca, poseł na Sejm RP
- 25 października:
  - Nikołaj Czebot´ko, kazachski biegacz narciarski (zm. 2021)
  - Mateusz Grydlik, polski aktor
  - Ewa Jagielska, polska lekkoatletka, biegaczka długodystansowa
  - Camilla Jensen, duńska curlerka
  - Aki Jones, amerykański futbolista (zm. 2014)
- 26 października:
  - Nicola Adams, brytyjska pięściarka
  - Róbert Demjan, słowacki piłkarz
  - Ulrich Robeiri, francuski szpadzista
  - Łukasz Seweryn, polski koszykarz
- 27 października:
  - Jessy Matador, kongijski piłkarz
  - Gediminas Paulauskas, litewski piłkarz
  - Joana Zimmer, niemiecka piosenkarka
- 28 października:
  - Michaela Kohlbauer, austriacka lekkoatletka, tyczkarka
  - Mai Kuraki, japońska piosenkarka
  - Jean Pascal, kanadyjski bokser pochodzenia haitańskiego
  - Ivana Plchotová, czeska siatkarka
  - Matt Smith, brytyjski aktor
- 29 października:
  - Radomir Đalović, czarnogórski piłkarz
  - Katarzyna Ponikwia, polska biathlonistka
  - Frazer Richardson, angielski piłkarz
  - Chelan Simmons, kanadyjska aktorka
- 30 października:
  - Chimène Badi, francuska piosenkarka pochodzenia algierskiego
  - Monika Buchowiec, polska aktorka
  - Jon Foo, brytyjski aktor, kaskader, mistrz sztuk walki pochodzenia chińsko-irlandzkiego
  - Anna Kallistová, czeska siatkarka
  - Peter Ljung, szwedzki żużlowiec
  - Łukasz Majewski, polski koszykarz
  - Clémence Poésy, francuska aktorka
- 31 października
  - Anna Juczenko, rosyjska wioślarka
  - Ágnes Kunhalmi, węgierska polityk
- 1 listopada:
  - Eli Drake, amerykański wrestler, kulturysta
  - Moharram Nawidkia, irański piłkarz
  - Stefania Sansonna, włoska siatkarka
- 2 listopada:
  - Yunaika Crawford, kubańska lekkoatletka, młociarka
  - Yogeshwar Dutt, indyjski zapaśnik
  - Kyōko Fukada, japońska aktorka, piosenkarka, modelka
  - Charles Itandje, kameruński piłkarz, bramkarz
- 3 listopada:
  - Janel McCarville, amerykańska koszykarka
  - Iman Mobali, irański piłkarz
  - Jewgienij Pluszczenko, rosyjski łyżwiarz figurowy
  - Pekka Rinne, fiński hokeista, bramkarz
  - Raquel del Rosario Macías, hiszpańska wokalistka, autorka tekstów, członkini zespołu El Sueño de Morfeo
  - John Shuster, amerykański curler
  - Aleksandr Switow, rosyjski hokeista
- 4 listopada:
  - Sławomir Gadomski, polski menedżer, urzędnik państwowy, podsekretarz stanu w Ministerstwie Zdrowia
  - Kamila Skolimowska, polska lekkoatletka (zm. 2009)
- 5 listopada – Zbigniew Białek, polski koszykarz
- 6 listopada:
  - Joseph Enakarhire, nigeryjski piłkarz
  - Ann Kristin Flatland, norweska biathlonistka
  - Ołeksij Haj, ukraiński piłkarz
  - Kajrat Nurdäuletow, kazachski piłkarz
  - Marc Oberweis, luksemburski piłkarz, bramkarz
  - Torbjørn Schei, norweski wokalista, autor tekstów, członek zespołów: Keep of Kalessin i Hellish Outcast(inne języki)
  - Jarosław Wenderlich, polski samorządowiec, polityk, wiceminister
- 7 listopada:
  - Rafael Baena hiszpański piłkarz ręczny
  - Esha Deol, indyjska aktorka
  - Rick Malambri, amerykański aktor, tancerz, model
- 8 listopada:
  - Zsuzsanna Francia, amerykańska wioślarka pochodzenia węgierskiego
  - Mika Kallio, fiński motocyklista wyścigowy
  - Mélanie Melfort, francuska lekkoatleta, skoczkini wzwyż
  - Rodrigo Romero, paragwajski piłkarz
- 9 listopada:
  - Florentin Durand, francuski skoczek narciarski
  - Houssine Kharja, marokański piłkarz
  - Caroline Maes, belgijska tenisistka
  - Boaz Myhill, walijski piłkarz, bramkarz
  - Arantxa Parra Santonja, hiszpańska tenisistka
  - Jana Rawlinson, australijska lekkoatletka, płotkarka i sprinterka
- 10 listopada:
  - Ruth Lorenzo, hiszpańska piosenkarka, aktorka
  - Heather Matarazzo, amerykańska aktorka
  - Moran Roth, izraelski koszykarz
  - Marcin Zacharzewski, polski aktor
- 12 listopada:
  - Maksim Czudow, rosyjski biathlonista
  - Peter Fill, włoski narciarz alpejski
  - Óscar González Marcos, hiszpański piłkarz
  - Anne Hathaway, amerykańska aktorka, piosenkarka
  - Aleksandr Sierow, rosyjski kolarz szosowy i torowy
  - Thiago Silva, brazylijski zawodnik MMA
  - Charlie Weimers, szwedzki samorządowiec, polityk
- 13 listopada:
  - Ilona Chojnowska, polska aktorka
  - Michael Copon, amerykański aktor, piosenkarz
  - Johannes Ertl, austriacki piłkarz
  - Hamdan ibn Muhammad Al Maktum, dubajski książę, następca tronu
  - Daniela Klemenschits, austriacka tenisistka (zm. 2008)
  - Sandra Klemenschits, austriacka tenisistka
  - Kumi Kōda, japońska piosenkarka
  - Roksana Krzemińska, polska aktorka
  - Sean Rooney, amerykański siatkarz
- 14 listopada:
  - Ekaterina Atalık, turecka szachistka pochodzenia rosyjskiego
  - Zachary Bell, kanadyjski kolarz torowy i szosowy
  - Boosie Badazz, amerykański raper
  - Iwan Iliczew, rosyjski pisarz
  - Kim Jaggy, haitański piłkarz
  - Monika Grochola, polska judoczka
  - Laura Ramsey, amerykańska aktorka
- 15 listopada:
  - Susie Abromeit, amerykańska aktorka
  - Jenifer Bartoli, francuska piosenkarka
  - Giaan Rooney, australijska pływaczka
  - Kalu Uche, nigeryjski piłkarz
- 16 listopada:
  - Nonito Donaire, filipiński bokser
  - Ronald Pognon, francuski lekkoatleta, sprinter
  - Patricia Sarrapio, hiszpańska lekkoatletka, trójskoczkni
  - Amar’e Stoudemire, amerykańsko-izraelski koszykarz
- 17 listopada:
  - Sofija Andruchowycz, ukraińska pisarka, tłumaczka
  - Katie Feenstra-Mattera, amerykańska koszykarka
  - Paul Miller, amerykański koszykarz
  - Sheila Ocasio, portorykańska siatkarka
  - Olivia Sanchez, francuska tenisistka
  - Andrij Serdinow, ukraiński pływak
- 18 listopada:
  - Gracia Baur, niemiecka piosenkarka
  - Zbigniew Czerwiński, polski żużlowiec
  - Olivia Nobs, szwajcarska snowboardzistka
  - Hannes Peckolt, niemiecki żeglarz sportowy
  - Olga Szomańska, polska wokalistka, aktorka
- 19 listopada:
  - Sylvain Dufour, francuski snowboardzista
  - Anca Martin, rumuńska siatkarka
- 21 listopada:
  - Tatiana Kostiuk, ukraińska szachistka
  - John Lucas III, amerykański koszykarz
  - Pablo Salazar, kostarykański piłkarz
- 22 listopada:
  - Yakubu Aiyegbeni, nigeryjski piłkarz
  - Steve Angello, grecko-szwedzki didżej, producent muzyczny
  - Pär Arlbrandt, szwedzki hokeista
  - Mathieu Bodmer, francuski piłkarz
  - Taina Bofferding, luksemburska działaczka samorządowa, polityk
  - Chiwas, polski muzyk, hip-hopowiec, autor tekstów, założyciel zespołu Jeden Osiem L
  - Xavier Doherty, australijski krykiecista
  - Anastasija Donika, łotewska siatkarka
- 23 listopada:
  - Neil Danns, angielski piłkarz
  - Asafa Powell, jamajski lekkoatleta, sprinter
  - Jennifer Tamas, amerykańska siatkarka
  - Alda Risma, indonezyjska piosenkarka i aktorka
- 24 listopada:
  - Dizkret, polski raper
  - Katarzyna Karasińska, polska narciarka alpejska
  - Karolina Malinowska-Janiak, polska modelka
  - Szymon Szynkowski vel Sęk, polski polityk, poseł na Sejm RP, sekretarz stanu w MSZ
- 25 listopada:
  - Lene Byberg, norweska kolarka górska i szosowa
  - Michael Garnett, kanadyjski hokeista, bramkarz
  - Sani Ibrahim, nigeryjsko-kanadyjski koszykarz
  - Narciso Mina, ekwadorski piłkarz
  - Sam Sparro, australijski piosenkarz
- 26 listopada:
  - Paola Brumana, włoska piłkarka
  - Luther Head, amerykański koszykarz
  - Karl Henry, angielski piłkarz pochodzenia jamajskiego
  - Olga Malinkiewicz, polska fizyk, wynalazczyni
  - Marina Mariuchnicz, rosyjska siatkarka pochodzenia ukraińskiego
- 28 listopada:
  - Leandro Barbosa, brazylijski siatkarz
  - Monique Coker, amerykańska koszykarka
  - Zhao Tingting, chińska badmintonistka
- 29 listopada:
  - Lucas Black, amerykański aktor
  - Sebastian Cybulski, polski aktor
  - Pekka Koskela, fiński łyżwiarz szybki
  - Clement Matawu, zimbabwejski piłkarz
  - John Mensah, ghański piłkarz
  - Marcin Robak, polski piłkarz
  - Krystal Steal, amerykańska aktorka pornograficzna
- 30 listopada:
  - Tony Bellew, brytyjski bokser
  - Anine Bing, duńska modelka, piosenkarka
  - Elisha Cuthbert kanadyjska aktorka
  - Medina, duńska piosenkarka pochodzenia chilijskiego
  - Jason Pominville, amerykański hokeista
  - Domenico Pozzovivo, włoski kolarz szosowy
  - Armen Wardanian, ormiański i ukraiński zapaśnik
  - Irina Zakurdiajewa, rosyjska szachistka
- 2 grudnia:
  - Julie Coin, francuska tenisistka
  - Peter Mazur, polski kolarz
  - Bibiana Olama, lekkoatletka z Gwinei Równikowej, płotkarka
- 3 grudnia:
  - Ludwig Blochberger, niemiecki aktor
  - Michael Essien, ghański piłkarz
  - Michel Gurfi, argentyński aktor
  - Dominika Polakowska, polska łyżwiarka figurowa
  - Tereza Rossi, czeska siatkarka
- 5 grudnia:
  - Eddy Curry, amerykański koszykarz
  - Keri Hilson, amerykańska piosenkarka, autorka tekstów
  - Mia Jerkov, chorwacka siatkarka
  - Agnieszka Matras-Clement, polska szachistka
  - Ján Mucha, słowacki piłkarz, bramkarz
- 7 grudnia – Louis Amundson, amerykański koszykarz
- 8 grudnia:
  - Julen Aguinagalde, hiszpański piłkarz ręczny
  - Halil Altıntop, turecki piłkarz
  - Hamit Altıntop, turecki piłkarz
  - Raquel Atawo, amerykańska tenisistka
  - Ian Blackwood, kanadyjski aktor
  - Łukasz Czapla, polski strzelec sportowy
  - Sylwia Kapusta-Szydłak, polska kolarka górska i szosowa
  - Stefán Kristjánsson, islandzki szachista (zm. 2018)
  - Nicki Minaj, amerykańska raperka
  - Jonathan Suárez, wenezuelski kolarz BMX
  - DeeDee Trotter, amerykańska lekkoatletka, sprinterka
- 9 grudnia:
  - Margalita Czachnaszwili, gruzińska tenisistka
  - Li Na, chińska kolarka torowa
- 11 grudnia:
  - Danyło Kozłow, ukraiński koszykarz
  - Craig Fagan, angielski piłkarz pochodzenia jamajskiego
  - Sašo Fornezzi, słoweński piłkarz, bramkarz
  - Chadżymurat Gacałow, rosyjski zapaśnik
  - Natalia, hiszpańska piosenkarka
  - Stefanie Stüber, niemiecka zapaśniczka
- 12 grudnia:
  - Anna Cavazzini, niemiecka polityk
  - Heidi Løke, norweska piłkarka ręczna
  - Mahir Şükürov, azerski piłkarz
  - Dmitrij Tursunow, rosyjski tenisista
  - Dzmitryj Asipienka, białoruski piłkarz
- 13 grudnia:
  - Mariana Dias Ximenez, timorska lekkoatletka, maratonka
  - Elisa Di Francisca, włoska florecistka
  - Aleksandra Dzik, polska alpinistka
  - Dan Hamhuis, kanadyjski hokeista
  - Simona Krupeckaitė, litewska kolarka torowa
  - Tuka Rocha, brazylijski kierowca wyścigowy (zm. 2019)
  - Alison Shanks, nowozelandzka kolarka torowa i szosowa
- 14 grudnia:
  - Mark-Jan Fledderus, holenderski piłkarz
  - Dana Glöß, niemiecka kolarka torowa
  - Steven Sidwell, angielski piłkarz
  - Henri Tuomi, fiński siatkarz
- 15 grudnia:
  - Marina Albiol, hiszpańska polityk
  - Charlie Cox, brytyjski aktor
  - Matías Delgado, argentyński piłkarz
  - Dominika Kublik-Marzec, polska tancerka
  - Christopher Morgan, australijski wioślarz
  - Christina Pedersen, duńska piłkarka ręczna, bramkarka
  - Tetiana Perebyjnis, ukraińska tenisistka
  - Shehzad Tanweer, brytyjski zamachowiec pochodzenia pakistańskiego (zm. 2005)
  - Andriej Tierieszyn, rosyjski lekkoatleta, skoczek wzwyż
  - Vasco Uva, portugalski rugbysta
- 16 grudnia:
  - Kendra Wecker, amerykańska koszykarka
  - Jared Graves, australijski kolarz górski i BMX
  - Justin Mentell, amerykański aktor (zm. 2010)
  - Stanislav Šesták, słowacki piłkarz
  - Anna Siedokowa, ukraińska piosenkarka
  - Paolo Zanetti, włoski piłkarz
- 17 grudnia:
  - Steven Frayne, brytyjski iluzjonista
  - Aleksandra Klejnowska-Krzywańska, polska sztangistka
  - Stéphane Lasme, gaboński koszykarz
  - Martin Sauer, niemiecki wioślarz
- 18 grudnia:
  - Kateřina Baďurová, czeska lekkoatletka, tyczkarka
  - Pontus Carlsson, szwedzki szachista pochodzenia kolumbijskiego
  - Diego Flores, argentyński szachista
- 19 grudnia:
  - Tamiłła Abasowa, rosyjska kolarka torowa
  - Tero Pitkämäki, fiński lekkoatleta, oszczepnik
  - Annabella Piugattuk, kanadyjska aktorka pochodzenia inuickiego
  - Mo Williams, amerykański koszykarz
- 20 grudnia:
  - Keny Arkana, francuska raperka
  - David Cook, amerykański piosenkarz
  - Ludumo Galada, południowoafrykański bokser (zm. 2009)
  - Devon Kershaw, kanadyjski biegacz narciarski
  - David Wright, amerykański baseballista
  - Kornelia Wróblewska, polska dziennikarka, polityk, poseł na Sejm RP
- 21 grudnia:
  - Tom Payne, brytyjski aktor
  - Szymon Szewczyk, polski koszykarz
- 22 grudnia:
  - Souleymane Camara, senegalski piłkarz
  - Agbani Darego, nigeryjska modelka, zdobywczyni tytułu Miss World
  - Britta Heidemann, niemiecka szpadzistka
  - Teko Modise, południowoafrykański piłkarz
  - Brooke Nevin, kanadyjska aktorka
  - Masami Tanaka, japońska siatkarka
- 25 grudnia:
  - Alessio Fiore, włoski siatkarz
  - Yoann Langlet, mauretański piłkarz
  - Silvia Sardone, włoska prawnik, polityk
  - Laurence Shahlaei, brytyjski strongman pochodzenia irańskiego
  - Shystie, brytyjska raperka, autorka tekstów, aktorka
  - Wołodymyr Soroka, ukraiński judoka
- 26 grudnia:
  - Dominique Alexander, amerykański bokser
  - Marta Borkowska, polska lekkoatletka, skoczkini wzwyż
  - Aleksander Hetland, norweski pływak
  - Noel Hunt, irlandzki piłkarz
  - David Logan, amerykańsko-polski koszykarz
  - Shun Oguri, japoński aktor, reżyser filmowy
  - Roxanne Pallett, brytyjska aktorka
  - Kathleen Pruitt, amerykańska kolarka górska
  - Aksel Lund Svindal, norweski narciarz alpejski
- 27 grudnia:
  - Michael Bourn, amerykański baseballista
  - Giovanni Cernogoraz, chorwacki strzelec sportowy pochodzenia włoskiego
  - James Marburg, australijski wioślarz
  - Richarlyson, brazylijski piłkarz
  - Arkadiusz Siedlecki(inne języki), polski pisarz, publicysta, felietonista, dziennikarz
  - Terji Skibenæs, farerski gitarzysta, członek zespołu Týr
  - Stéphanie Viellevoye, luksemburska lekkoatletka, tyczkarka
- 28 grudnia:
  - Curtis Glencross, kanadyjski hokeista
  - Dawit Grikorian, ormiański piłkarz
  - Aleksandra Miciul, polska pływaczka
  - Olga Nasiedkina, kazachska siatkarka
- 29 grudnia:
  - Marko Baša, czarnogórski piłkarz
  - Alison Brie, amerykańska aktorka
  - Alexandra Engelhardt, niemiecka zapaśniczka
  - Rafał Gliński, polski piłkarz ręczny
  - Alice Rohrwacher, włoska reżyserka i scenarzystka
  - Krzysztof Szałkowski, polski perkusista, klawiszowiec
  - Ewa Żyła, polska piłkarka
- 30 grudnia:
  - Jukka Backlund(inne języki), fiński muzyk, członek zespołu Sunrise Avenue
  - Monica Hargrove, amerykańska lekkoatletka, sprinterka
  - Kristin Kreuk, kanadyjska aktorka
  - Toccara Montgomery, amerykańska zapaśniczka
  - Veridiana Mostaco da Fonseca, brazylijska siatkarka
  - Antonina Pimienowa, kazachska siatkarka
  - Razak Pimpong, ghański piłkarz
  - Ana Timotić, serbska tenisistka
  - Maciej Wasilenko, polski piłkarz ręczny
- 31 grudnia:
  - Craig Gordon, szkocki piłkarz, bramkarz
  - Jacek Naruniec, polski informatyk
  - Kikkan Randall, amerykańska biegaczka narciarska

## Zdarzenia astronomiczne
- 9 stycznia – zaćmienie Księżyca
- 25 stycznia – częściowe zaćmienie Słońca
- 10 marca – wszystkie planety ustawiły się po jednej stronie Słońca.
- 21 czerwca – częściowe zaćmienie Słońca
- 6 lipca – całkowite zaćmienie Księżyca, jedno z najdłuższych w XX wieku; 1h46m
- 15 grudnia – częściowe zaćmienie Słońca
- 30 grudnia – zaćmienie Księżyca

## Nagrody Nobla
- z fizyki – Kenneth G. Wilson
- z chemii – Aaron Klug
- z medycyny – Sune Bergstroem, John Vane, Bengt Samuelsson
- z literatury – Gabriel García Márquez
- nagroda pokojowa – Alva Myrdal, Alfonso Garcia Robles
- z ekonomii – George Stigler

## Święta ruchome
- Tłusty czwartek: 18 lutego
- Ostatki: 23 lutego
- Popielec: 24 lutego
- Niedziela Palmowa: 4 kwietnia
- Pamiątka śmierci Jezusa Chrystusa: 8 kwietnia
- Wielki Czwartek: 8 kwietnia
- Wielki Piątek: 9 kwietnia
- Wielka Sobota: 10 kwietnia
- Wielkanoc: 11 kwietnia
- Poniedziałek Wielkanocny: 12 kwietnia
- Wniebowstąpienie Pańskie: 20 maja
- Zesłanie Ducha Świętego: 30 maja
- Boże Ciało: 10 czerwca